# Dachaui koncentrációs tábor

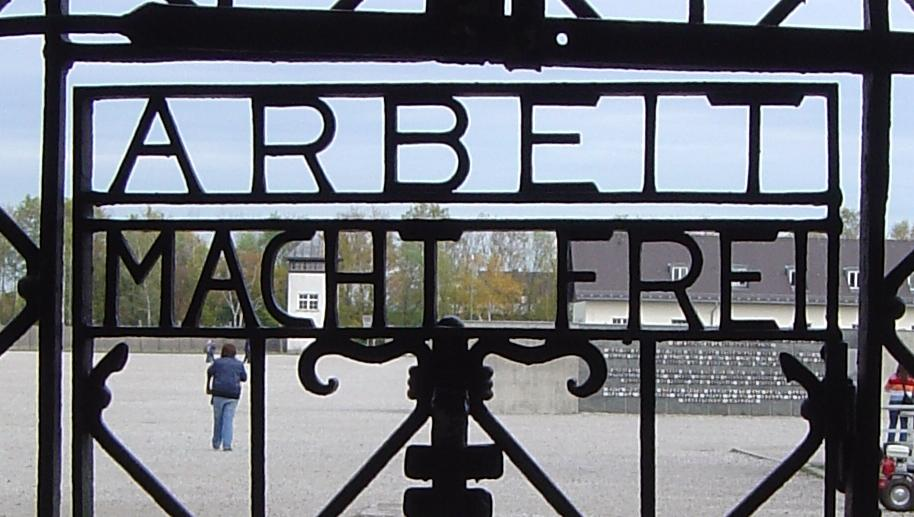
A kapu felirata: „Arbeit macht frei” („A munka szabaddá tesz”)

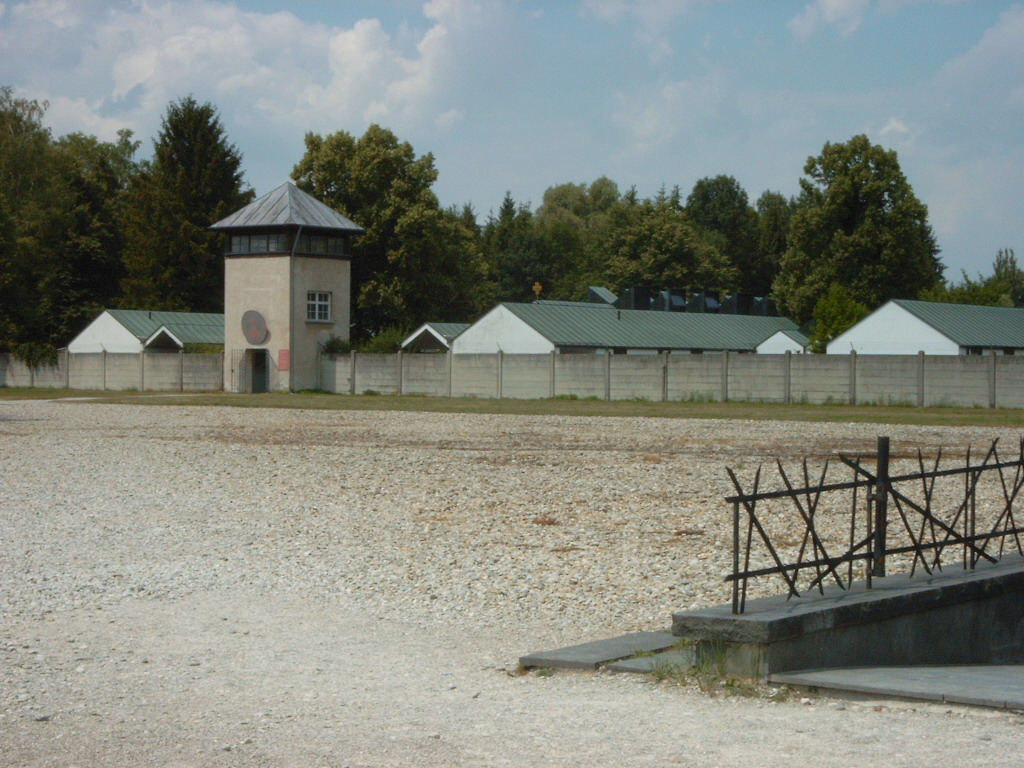
A dachaui koncentrációs tábor területe napjainkban

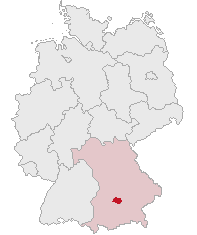
Dachau község fekvése Németországban

A dachaui koncentrációs tábor (németül Konzentrationslager Dachau, illetve KZ Dachau) a Harmadik Birodalom első állandó koncentrációs tábora volt. Az akkori müncheni rendőrfőnök, Heinrich Himmler rendeletére 1933 márciusában hozták létre Dachauban, 20 km-re Münchentől egy volt lőszergyár területén.
A dachaui tábor volt az első olyan hely a náci Németországban, ahol a parancsnoknak önálló ítélkezési joga volt, minden külső jogi felügyelet nélkül. Az SS itt épített fel először „állam az államban” birodalmat, másképp gondolkodókat tartott fogva és végzett ki. Az SS az SA-val rivalizált, és a „hosszú kések éjszakája” után a nemzetiszocialista terror fő végrehajtó eszközévé vált. Himmlert részben a dachaui táborban elért „sikerei” miatt léptették elő birodalmi vezetővé (Reichsführer SS).
Adolf Hitler rezsimje bemutatótáborként és elrettentő példának használta a dachaui tábort. Külföldi megfigyelőket hívtak meg, hogy tanulmányozzák, másrészt propagandacélokra használták fel, cikkeket jelentettek meg róla a sajtóban. A tábor szerkezete, felépítése, főleg az SS-kaszárnya és a fogolytábor elhelyezése, a birodalomban és a megszállt területeken később felállított koncentrációs táborok mintaképéül, egyben a megsemmisítő táboroknak előképéül szolgált. Mivel a dachaui lett az első szisztematikusan felépített tábor, így egyben kiképzési helye volt az összes SS őrségcsapatnak és vezetőszemélyzetnek.
Minden más német koncentrációs tábornál hosszabb ideig állt fenn, és egyik táborban sem történt ennyi politikai gyilkosság. A nemzetiszocialisták 12 éven át működtették, 1933. március 22-étől 1945. április 29-éig, amíg az amerikai csapatok fel nem szabadították. A legalább 200 000 ide internált személyből körülbelül 43 000 halt meg.
A háború után különböző funkciókat töltött be, például menekülttáborként és bírósági helyként is működött. Intenzív vita után egy emlék- és oktatási helyet létesítettek a helyén, melynek látogatottsága 2008-ra elérte az évi mintegy 800 000 főt.

## Története

### Előzmények
A Reichstag felgyújtása után a nemzetiszocialisták elkezdték politikai ellenfeleik megsemmisítését. Letartóztatták a másképp gondolkozó politikusokat, például a Reichstag ellenzéki képviselőit. A fegyenceket különböző helységekben úgynevezett „vad táborokban” helyezték el. Ezek a korai táborok részben az SA, az SS vagy a Belügyminisztérium illetékessége alatt álltak. A dachaui táboron kívül minden más vad tábort bezártak a második világháború kitörése előtt.

### Politikai terror (1933–1935)

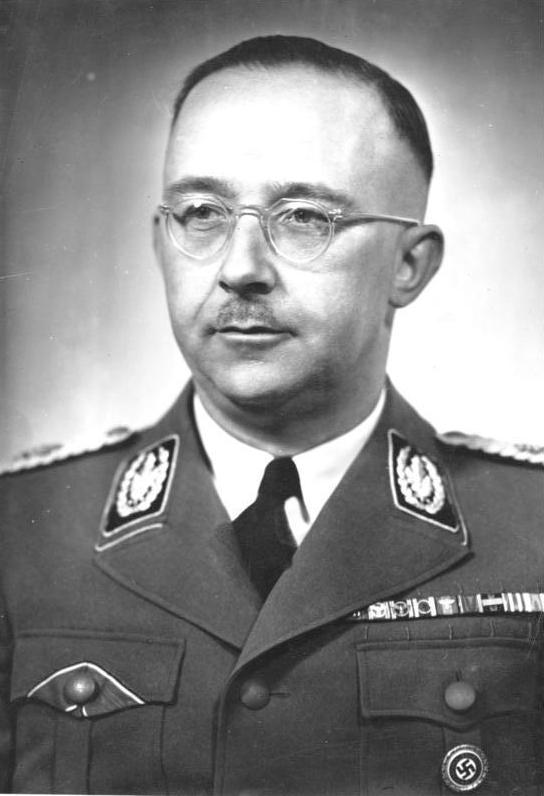
Heinrich Himmler

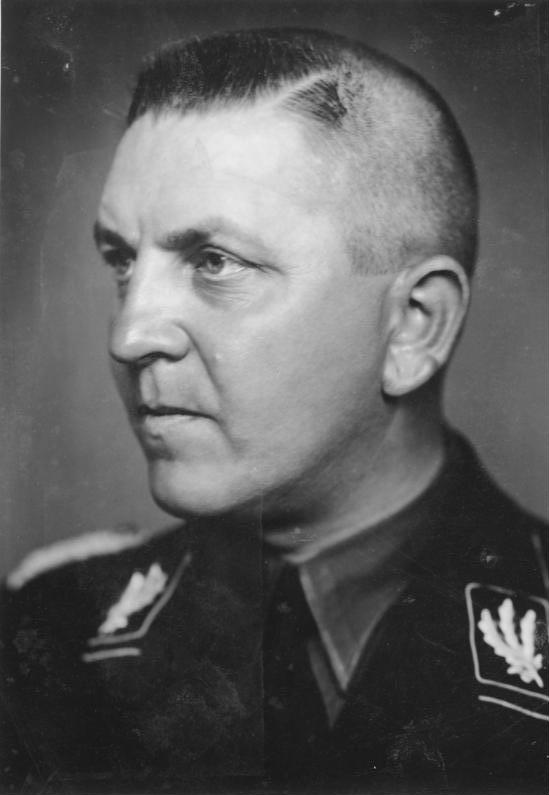
Theodor Eicke

1933. március 20-án Himmler, aki két hete volt München rendőrfőnöke, elrendelte egy politikai koncentrációs tábor felépítését Dachaunál. A tábort 5000 fogoly befogadására tervezték, ami már jelezte a korábban eltervezett üldözés nagyságrendjét.
Március 22-én 150 foglyot vittek a landsbergi, neudecki (München-Auban) és stadelheimi (München-Giesingben) börtönökből a dachaui táborba. Először a bajor állami rendőrség őrizte őket, majd április 11-étől a rendőrség és az SS együtt biztosította a tábor felügyeletét, ahol az SS mint kisegítő rendőrség volt jelen. Másnap már elkövették az első gyilkosságokat Benario, Goldman és Kahn nevű őrizetesek sérelmére.
Májusban Hans Beimler fogolynak, aki bebörtönzése előtt a kommunista párt parlamenti képviselője volt, sikerült megszöknie. Külföldön nyilvánosságra hozta az Im Mörderlager Dachau című brosúrát.
Az első parancsnok Hilmar Wäckerle volt, aki Himmler rendelkezése alapján májusban megírta az első ideiglenes táborrendet. Ebben a rendeletben határozta meg, hogy minden joghatóság a parancsnoké, aki halálos ítéletet is hozhat. Az egyetlen megszorítás az volt, hogy ebbe két – a parancsnok által kijelölt – személynek is bele kellett egyeznie.
Június elejétől az SS átvette az őrzés felügyeletét. A hónap végén Theodor Eicke lett a tábor parancsnoka. Arra törekedett, hogy a tábort teljesen elkülönítse a külvilágtól. Még a tűzoltóságnak is tilos volt belépni és ellenőrizni a tűzrendészeti szabályokat.
Ekkoriban a müncheni államügyészség három letartóztatott személy kivégzését derítette ki, de mivel a koncentrációs táborban a jog nem érvényesülhetett, néhány hónap múlva megszüntette az eljárást.
Kezdetben főleg a rezsim politikai ellenségeit, kommunistákat, szociáldemokratákat, szakszervezeti tagokat és néhány konzervatív, liberális, monarchista beállítottságú közéleti személyiséget internáltak. A letartóztatások megfélemlítették a lakosságot. Ismert politikusokat is a dachaui táborba vittek, mint a tartományi parlamentbéli Alois Hundhammert és a Reichstag tagját, Ernst Heilmannt. Hitler személyes ellenfelei is itt végezték, köztük Hans Litten jogász. A tábor neve félelmet keltett a társadalomban és sok másképpen gondolkodó már nem merte kimondani a véleményét. Már jóval a háború kitörése előtt szólások terjedtek a táborról:
Lieber Gott, mach' mich stumm, daß ich nicht nach Dachau kumm'!
Abban az időben mintegy 100, főleg kisebb koncentrációs tábor létezett, ahol úgynevezett védőőrizet (Schutzhaft) alatt tartottak ellenzékieket. Áttekinthetetlen volt, hogy kit hurcoltak el. Néhány helyi pártember önkényétől függött, hogy kit vettek őrizetbe és kit engedtek szabadon. Hatalmi vita folyt arról, hogy kié az illetékesség az NSDAP szervezetein belül. Például az SA-csoportvezető, Wilhelm Schmid, aki a felső-bajorországi kormány tagja volt, levelet írt Ludwig Siebert bajor miniszterelnöknek:
„Die Autorität des Staates steht in Gefahr durch die allseitigen, unberechtigten Eingriffe politischer Funktionäre in das Räderwerk der normalen Verwaltung. Jeder NSBO-Mann [Nationalsozialistische Betriebszellenorganisation], NSBO-Ortsgruppenleiter, NSBO-Kreisleiter […] jeder politische Stützpunktleiter, Ortsgruppenleiter, politische Kreisleiter erlässt Verfügungen, die in die unteren Befehlsgewalten der Ministerien eingreifen, also in die Befehlsbefugnisse der Kreisregierungen, Bezirksämter, runter bis zur kleinsten Gendarmeriestation. Jeder verhaftet jeden […], jeder droht jedem mit Dachau […] Bis zur kleinsten Gendarmeriestation ist bei den besten und zuverlässigsten Beamten eine Instanzenunsicherheit eingetreten, die sich unbedingt verheerend und staatszerstörend auswirken muss.“
„Az állam tekintélye veszélyben van a minden irányból jövő jogosulatlan politikai funkcionáriusok miatt, akik beavatkoznak a normális adminisztráció menetébe. Minden NSBO-s [„nemzetiszocialista üzemi sejtszervezet”] fő, minden NSBO-körzetvezető […] minden politikai támaszpontvezető, helyi csoportvezető, politikai körzetvezető olyan intézkedéseket hoz, amelyek beavatkoznak a minisztérium hatáskörének alsó szintjeibe, így a körzeti kormányok, járási kormányok hatásköreibe, le egészen a legkisebb csendőrségig. Mindenki letartóztat mindenkit […], mindenki mindenkit Dachauval fenyeget […] Sőt, a legkisebb csendőrségi állomásig bizonytalanság lépett fel a legjobb és legmegbízhatóbb tisztviselőknél, aminek feltétlenül elsöprő és állampusztító hatása van.“
A nemzetiszocialista sajtóban sok propagandacikket lehetett olvasni. 1933. július 16-án a Münchner Illustrierte Presse című újságban megjelent egy riport, ami a táborról szólt. Az volt a címe, hogy Frühappell im Erziehungslager („Reggeli sorakozó a nevelőtáborban”). A címképen rendesen felöltözött és tiszta fegyenceket látni.

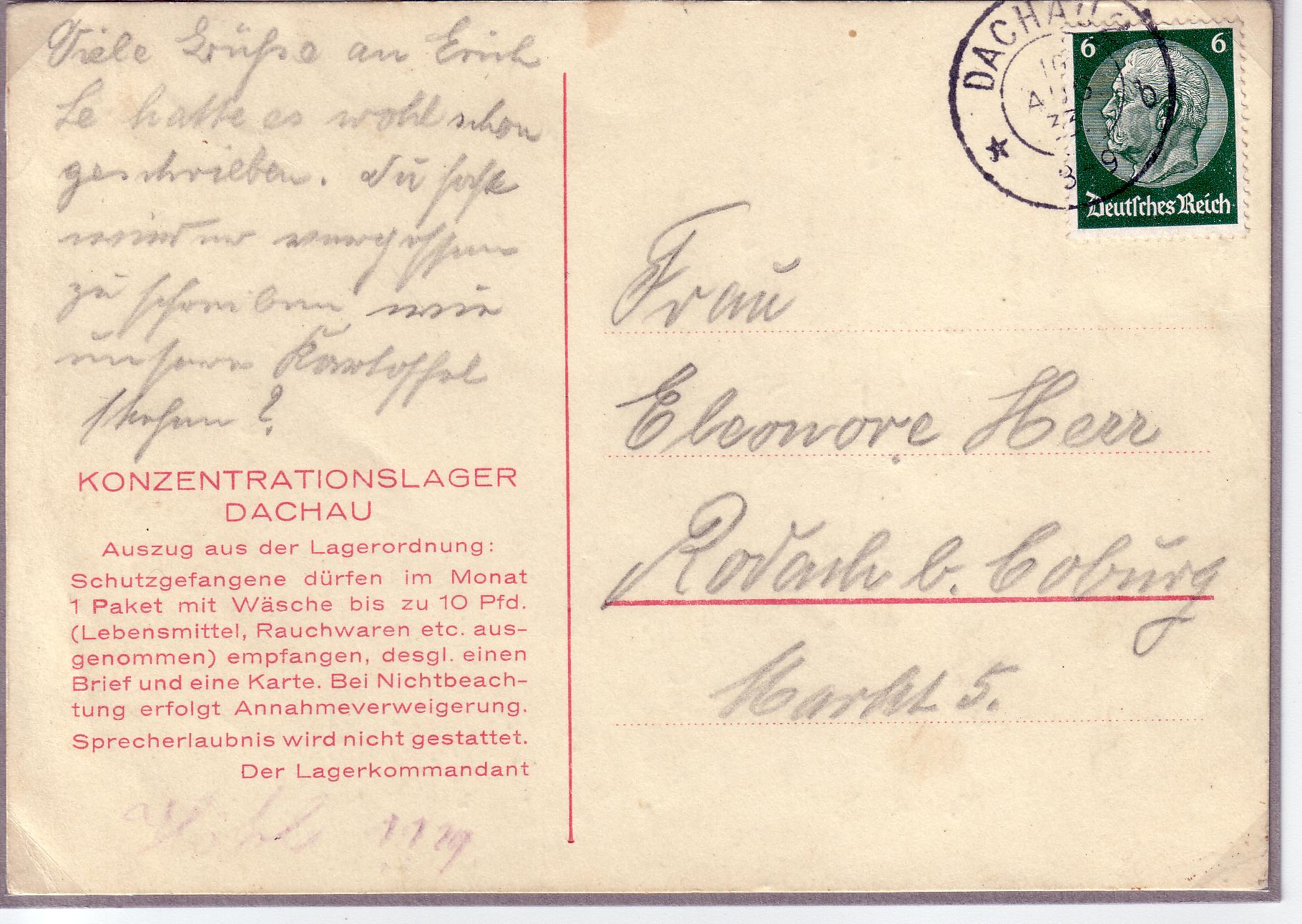
Levelezőlap egy őrizetestől (1933. augusztus)

1933 júliusától egy dachaui pap rendszeresen tartott vasárnapi misét, amin átlagosan 20 személy vett részt. A foglyok ekkor még a saját ruhájukat hordták. A hétköznapi élelmezés például kávépótló, kenyér és egytálétel, vasárnap leves és egy szelet sertéssült, krumplisalátával volt. Az őrizetesek havonta maximálisan 30 birodalmi márkát (RM) kaptak a saját, vagy a kintről küldött pénzből. A kantinban tudtak érte kenyeret, vajat, kolbászt és gyümölcsöt venni. Ősszel berendeztek egy könyvtárat, amiben Hitler Mein Kampf című könyve mellett, például Karl May könyvei is megtalálhatók voltak.
Október 1-jén Eicke bemutatta a második táborrendet, ami az elsőnél sokkal szigorúbb volt. Ezzel bevezette az úgynevezett Postenpflichtet (őrségi kötelesség) is, ami szerint az őröknek le kellett lőniük minden foglyot, aki szökni próbál. Akkor is kötelező volt a fegyver használata, ha egy fegyenc megtámadott egy őrt. A védekezés más formája szigorúan tilos volt. A tábor „állam volt az államban”, a külvilágtól teljesen elhatárolt hely, ahol csak a saját törvényei voltak rá érvényesek. A halálbüntetéseket minden előzetes tárgyalás nélkül végrehajtották.
Október 20-án elrendelték azt a tilalmat, miszerint senkit sem lehet szabadon engedni. Ez a rendelet két hétig volt érvényben.

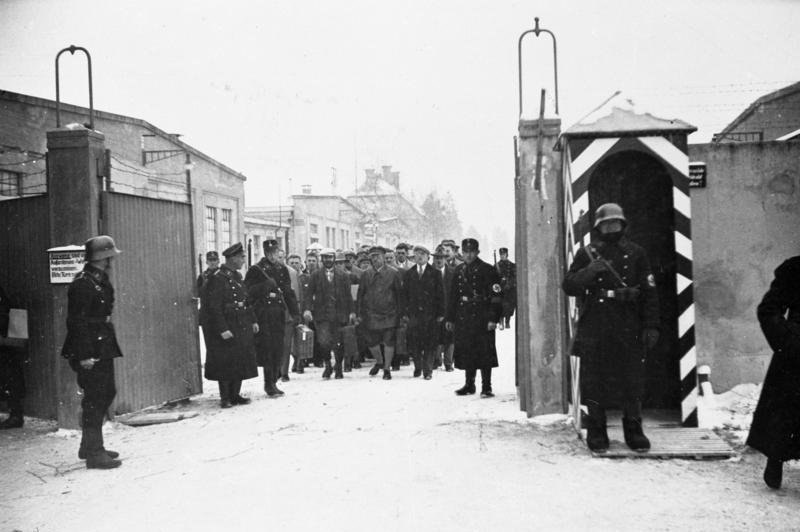
Az 1933-as amnesztia

Novemberben engedélyezték a foglyoknak a parlamenti választásokon való részvételt. A felhatalmazási törvény elfogadásával (március 23-án) a Reichstag feladta a törvényhozás jogát, így Hitler kormánya egyedül hozhatott törvényeket és a parlament csakis formálisan létezett. December 9-én egy karácsonyi amnesztia folyamán szabadon engedtek 400 őrizetest. Ha azonban tekintetbe vesszük az ezt megelőző tiltást, akkor ez a szám viszonylag alacsonynak mondható. Egy második amnesztiát is kihirdettek a nemzetiszocialista hatalomátvétel évfordulója napján.
1933 folyamán összesen 4821 embert szállítottak be a dachaui koncentrációs táborba. Az év végén közülük még 2 425 személy volt fogságban.

#### Az SA hatalmának elvétele
Himmlernek 1934 januárjáig sikerült növelni befolyását az NSDAP-n belül. Az SA dominanciát a párt paramilitáris szervezeteként szintén tovább erősítette. Szinte az összes tartomány politikai rendőrparancsnoka lett.
Főleg Hermann Göring és Wilhelm Frick akarták az SA és SS közötti feszültséget feloldani és tiszta viszonyokat teremteni a pártban. Ezért bezárták a „vad” táborokat és csökkentették a védőőrizet (Schutzhaft) alatt álló személyek számát, így korlátozták az SS és az SA hatalmát. 1933 októberéig kiürítettek 34 tábort, részben fegyveres rendőri részvétel mellett. A rabokat vagy szabadon engedték, vagy áthelyezték. 1934. május 9-éig még 14 tábort zártak le. Göring felszámoltatta a kemnai, a wuppertali és a stettini koncentrációs táborokat. Néhány túlkapásairól hirhedt őrt megbüntettek. Csak néhány tábor maradt meg, ezek közt volt a dachaui is. A többi ma ismert tábort csak később hozták létre.

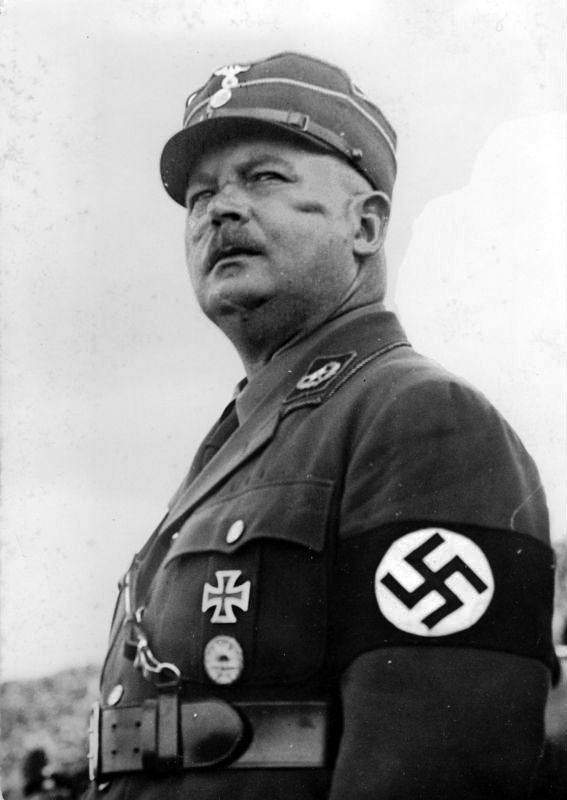
Ernst Röhm

A táborlakók már június 29-én észlelték a kivégzések előkészítését. Az SS nagy része elhagyta a tábort. Amikor július 1-jén és 2-án visszatértek, kivégeztek legalább 17 főt, az SA apparátusának tagjait, de rezsimelleneseket is, akik egyáltalán nem álltak kapcsolatban az SA-val. Közöttük volt Fritz Gerlich, Bernhard Rudolf Stempfle és Gustav von Kahr, aki 1923-ban megfékezte a Sörpuccsot. Rajtuk kívül a tábor öt fegyencét is megölték ezen az éjszakán.
1934 júliusa végén az SS-nek végérvényesen sikerült átvennie az SA hatalmát és elpusztítania annak vezető rétegét. Azzal a céllal, hogy egy hivatalos indok is legyen, elterjesztették az ún. Röhm-puccsról szóló híresztelést. Ernst Röhm és az SA vezetősége igazából soha nem tervezett államcsínyt, de az SA túl önálló hatalom lett az NSDAP-n belül. Ezt Hitler nem kívánta tovább tolerálni. 1934. július 1-jén, a hosszú kések éjszakáján, Eicke, aki egykor maga is az SA tagja volt, Hitler parancsát követve lelőtte Röhmöt a közelben fekvő stadelheimi börtönben. Hat nappal később Eickét nevezték ki az összes koncentrációs tábor felügyelőjének.
Heinrich Deubel, az SS első tagjainak egyike, december 10-én a dachaui tábor új parancsnoka lett.

#### 1935
Körülbelül 1935-től nem csak politikai foglyokat vittek a táborba, hanem közönséges bűnözőket is. Egyre több lett az olyan őrizetes is, aki tulajdonképpen már leülte a büntetését. Gyakran szerencsések voltak azok, akik a hagyományos börtönökben maradtak, mert ott sokkal nagyobb volt a túlélési esély.
Ebben az időben erősítették a nemzetiszocialista ideológia megvalósítását azzal, hogy romákat, szintiket, zsidókat, Jehova tanúit és homoszexuálisokat is letartóztattak.

### Átmeneti időszak (1936–1938)
Az 1936 és 1938 közötti évek átmeneti időszakot jelentettek a tábor életében. A rezsim megszilárdította az első terrorfázis eszközeit és a háború előkészítése központi feladat lett.

#### 1936

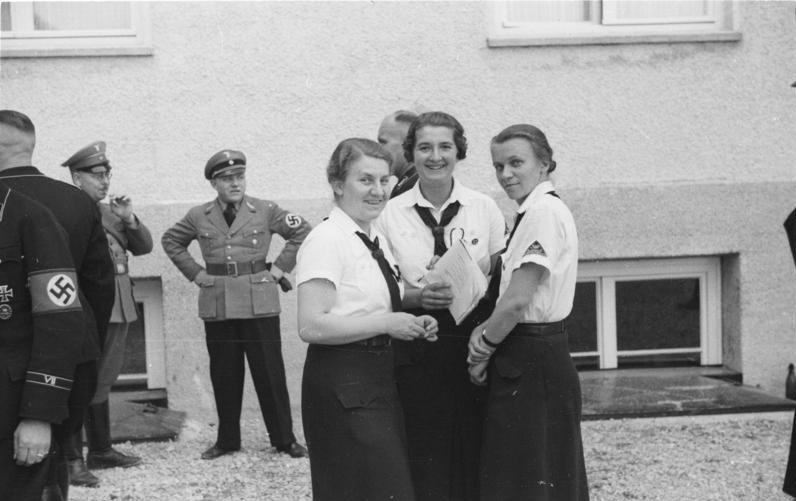
A BDM (Bund Deutscher Mädel, Német Nőszövetség) vezetőinek látogatása, KZ Dachau, 1936. május 8.

A Bajor Politikai Rendőrség (Bayerische Politische Polizei) 1936-ban kiadott egy irányelvet a védőőrizet (Schutzhaft) elrendeléséhez, ami az úgynevezett „nép ellenségeire” (Volksschädlinge) vonatkozott. Az irányelvvel még önkényesebb lett ártatlan emberek bebörtönzése. Az ideológia szerint mindenkit, aki nem felelt meg a nácik elképzeléseinek, el kellett távolítani a társadalomból. Mivel az nem volt lehetséges a létező törvények alapján, olyan rendeleteket hoztak, amivel végre tudták hajtani az ideológiai célkitűzéseket. Már az is elég volt, ha valakit koldusnak, csavargónak, cigánynak, munkakerülőnek, lustának, prostituáltnak, alkoholistának, faragatlannak, összeférhetetlennek, pszichopatának vagy lelki betegnek neveztek. Ezek a kategóriák mutatják a nácik diszkrimináló szóhasználatát. Wilhelm Frick, a birodalmi belügyminiszter például kiadott egy körlevelet, ami az úgynevezett „cigányveszedelem” (Zigeunerplage) leküzdésére hívott fel.
Március 1-jén Hans Loritz lett a tábor parancsnoka. Ebben a pozícióban bevezetett egy új azonosító rendszert. A régi szerint a ruhákon lévő színes pontok és csíkok mutatták a fogva tartás okát, míg ő bevezette a csíkos egyenruhát is. E hónapban a foglyok megint részt vehettek a Reichstag választásán.
Az év végén az Illustrierter Beobachter című nemzetiszocialista heti folyóiratban megjelent egy fotóriport a dachaui táborról. A cikkben hangsúlyozták a tábor „nevelő” hatását és sikereit, amiket „munkaterápiával” és a fegyelemmel értek el. Friedrich Bauer készített képeket a táborban, melyeket részben manipuláltak, hogy látszódjon például a „genetikai hibák ” javíthatlansága. Azt is hangsúlyozták, hogy mennyire jók a körülmények és a táplálkozás a táborban, ami állítólag jobb minőségű volt, mint kint.
Svájcban, Julius Zerfaß megjelentette a Dachau – Eine Chronik című könyvét, Walter Hornung álnév alatt. A könyvben leírta azokat az élményeit, amiket dachaui fogolyként tapasztalt.
Ez évben tizenegy ember halt meg a táborban.
Bauer nemzetiszocialista propagandafényképész egyes fotói:

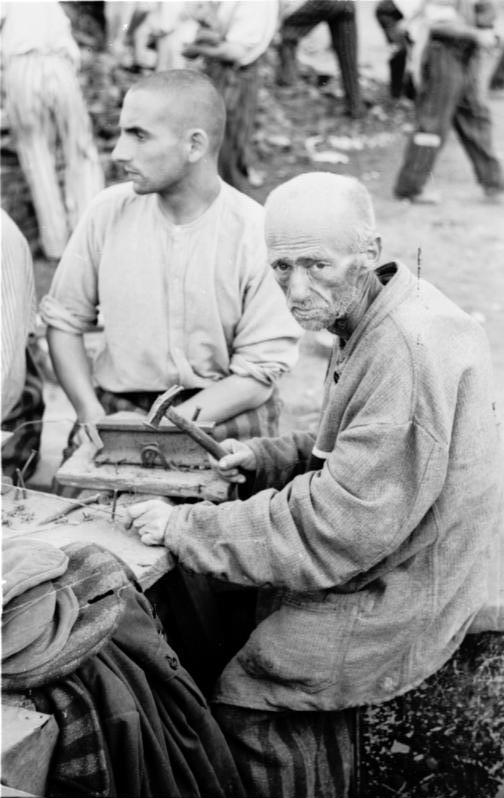
A kényszermunkánál (1933)
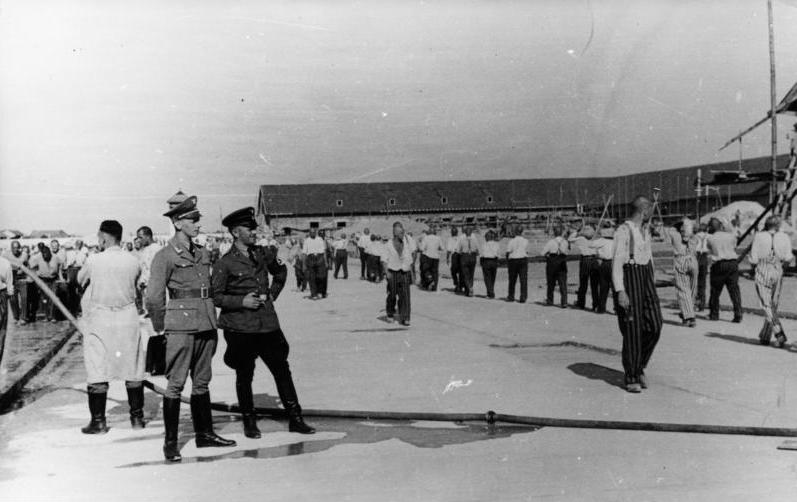
Őrzött munka
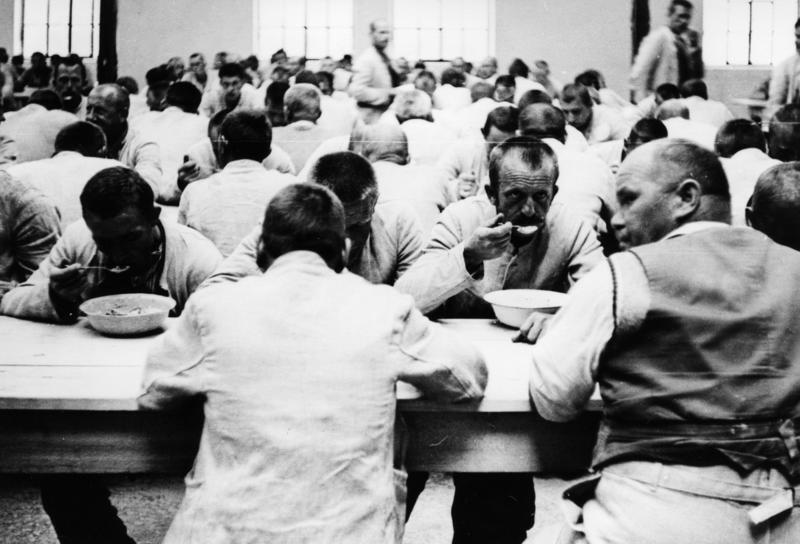
Evés közben (1933 májusa)
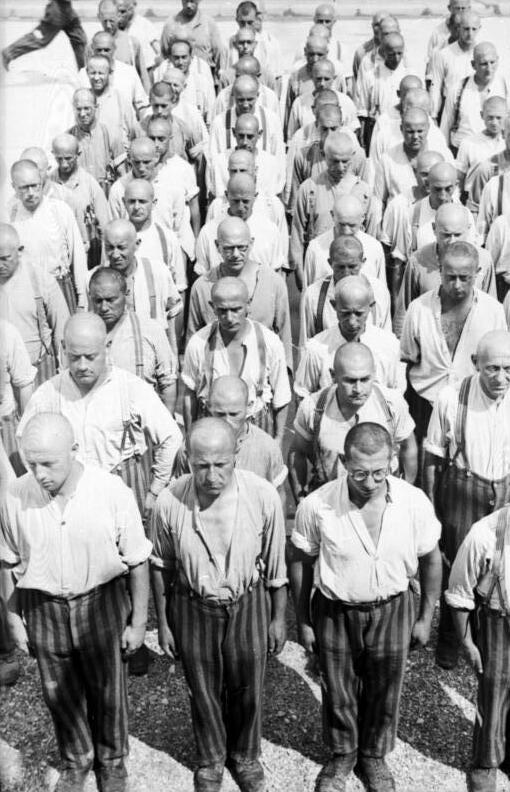
Sorakozó (1938. június 28.)

#### 1937
Az év elején elkezdtek egy nagyobb területet kiépíteni az őrizeteseknek, amely 583 x 278 m volt és részben a régi táborral határos. Akkor építettek többek között egy új gyülekező teret, fabarakkokat, egy fedezéket és egy gazdasági épületet. Az új fekvőhelyek akkor még hasonlóak voltak az akkori katonai kaszárnyákban lévőkhöz. A tábor keleti oldalánál volt egy kert, ahol gyógynövényeket termesztettek.
Ebben az évben 38 ember halt meg a táborban.

#### 1938
1938. április 1-jén, három héttel az Anschluss után, 151 személyt vittek az első, úgynevezett Prominententransporttal (Így nevezték az elfogott osztrák ellenzéki politikusokat.) Dachauba. Ezek a politikusok különböző politikai irányzatok képviselői voltak.

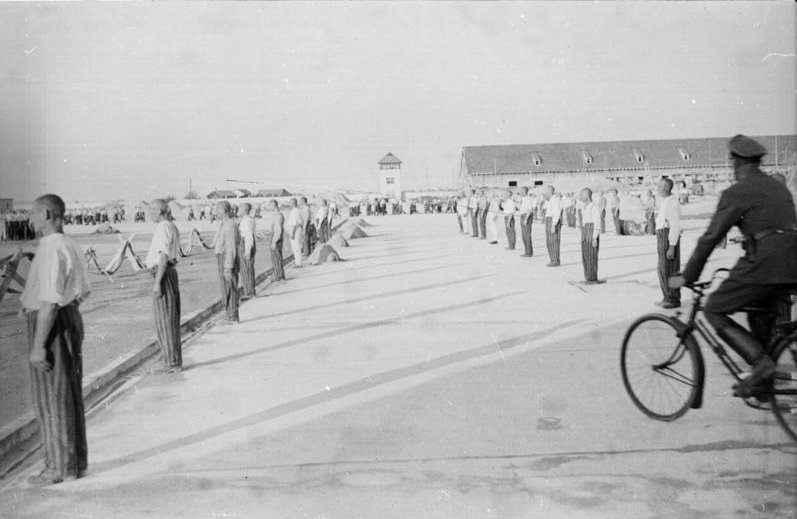
Sorakozó 1938 júniusában

Ugyanebben az évben keletkezett a Dachau-dal (Dachaulied). Egy fogoly, Jura Soyfer írta a szöveget és munkatársa, Herbert Zipper komponálta a zenét hozzá. Soyfer beledolgozta az „Arbeit macht frei“ kapucímet a refrénbe. Az őrizeteseknél nem volt papír, így megjegyezték a szöveget és Zipper fejben komponálta a melódiát, amit két gitárosnak és egy hegedűsnek is megtanított. Közülük csak Zipper élte túl a fogságot, Soyfer 1940-ben halt meg tífuszban.
Júniusban egy másik nagy letartóztatási hullám következett, amikor az Aktion Arbeitsscheu Reich folyamán 10 000 embert az „aszociális” viselkedése miatt vittek fogságba. Így már a nemzetiszocializmus előtt kategorizáltak embereket és azok alapján tartóztatták le őket.
A külföldi újságírókat és a humanitárius szervezetek képviselőit már 1933-ban meghívták a tábor megtekintésére. 1938-ban Guillaume Favre, a Nemzetközi Vöröskereszt Bizottságának tagja, augusztus 19-én a következő levelet írta Himmlernek:
„Deshalb möchte ich hier nur hervorheben, daß alles, was ich zu sehen und hören bekam, ebenso in Bezug auf die Wohnverhältnisse, die materiellen und hygienischen Einrichtungen des Lagers, wie auch in Bezug auf die Behandlung, die Ernährung und die Arbeit der Inhaftierten, mir einen sehr günstigen Eindruck hinterlassen hat.“
„Emiatt itt csak azt szeretném kiemelni, hogy minden, amit láttam és hallottam a lakhatási körülmények, a tábor anyagi és higiéniai berendezései, a bánásmód, az őrizetesek táplálkozása és a munkája vonatkozásában, nagyon kedvező benyomást tett rám.“

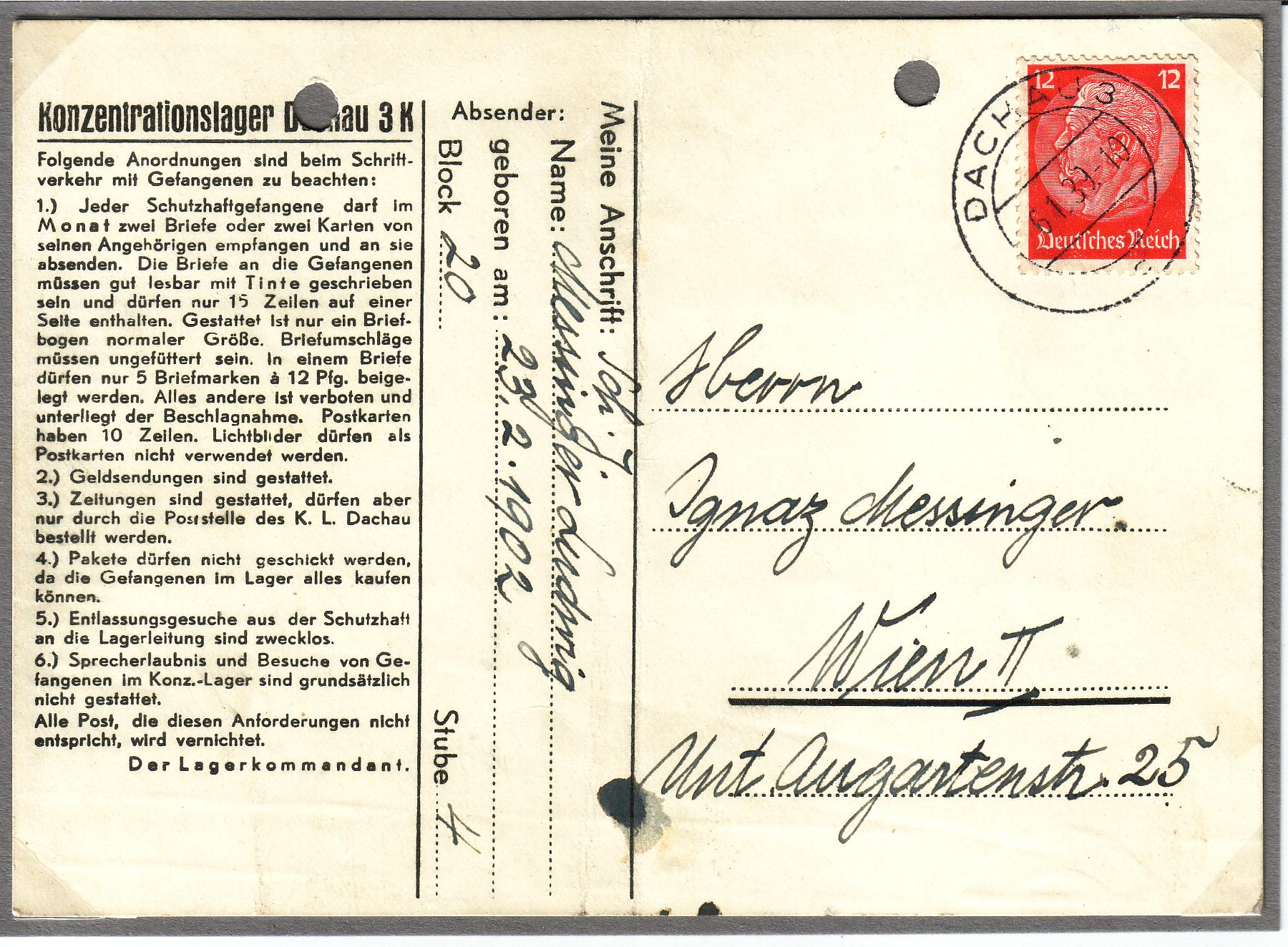
Egy zsidó fogoly levelezőlapja, akit a kristályéjszakán hurcoltak a dachaui táborba (felismerhető a Sch.J. – Schutzhaft Jude – jelölés alapján)

Októberben érkeztek a táborba az első szudétanémetek.
Az antiszemitizmus ebben az időben már erősen elterjedt. November 9-én, a kristályéjszaka után 10 911 zsidó származású lakost vittek a dachaui táborba. A pogrom éjszakáján Reinhard Heydrich, az SS-csoport vezetője, egy táviratot írt, amiben elrendelte az állami rendőrségnek, hogy „az összes járásban tartóztasson le annyi zsidót – főleg gazdagokat –, amennyit a létező börtönzárkákban el lehet helyezni.” 1939 májusáig azonban lassanként szabadon engedték őket. A családtagjaikat megfenyegették, és nyomást gyakoroltak rájuk, hogy vándoroljanak ki az országból. A nemzetiszocialistáknak így részben sikerült rávenniük a zsidókat, hogy a valós értéknél sokkal alacsonyabb áron adják el a házukat, vállalatukat és vagyoni értékeiket.
Karácsonykor több táborlakót megkorbácsoltak a gyülekezőtéren.

#### 1939, a háború kitörése előtt
Január 24-én a festő Louisnak sikerült megszöknie a táborból. Közös büntetésként az összes őrizetesnek egy jéghideg éjszakán át állnia kellett a szabadban, miközben néhány ember összeesett és meghalt.
Január 25-én a berlini külügyminisztérium egyik iratában közzétették, hogyan kezelendők a kivándorlók és az elüldözöttek birtokai.
Ausztria csatlakozásának évfordulója alkalmából néhány osztrák fegyencet szabadlábra helyeztek. Egy hónappal később, Hitler 50. születésnapján is volt egy „ünnepi amnesztia” (Jubelamnestie). Az év második felében viszont még kétszer rendeltek el magánzárkás büntetést.

### A háború első évei
A terror új fázisa a második világháborúval kezdődött. 1941 és 1942 között megsemmisítő táborokat építettek, melyeknek egyetlen feladata a tömeggyilkosság volt.
A koncentrációs táborok eredeti célja a rezsim ellenségeinek elrettentése és a foglyok munkaerejének kihasználása volt. Hitler úgynevezett „kegyelemdöfés-rendeletével” (Gnadentoderlass) változott a helyzet. A T4-akció folyamán elkezdték a beteg őrizetesek tömeges megölését.
1939-től az elfoglalt országokból is vittek embereket a táborba. A hadiipar is egyre inkább rá volt utalva a foglyok munkaerejére. Azokban az üzemekben, amelyek az SS birtokában voltak, például a Deutsche Erd- und Steinwerkében (DEST) vagy a Deutsche Ausrüstungswerke (DAW) SS-ipargyárakban, alkalmaztak fegyenceket. A Vernichtung durch Arbeit alapelv szerint tudatosan számoltak azzal, hogy a munkások az embertelenül kemény munkába belehalnak. A kormány közvetítette ki őket különböző magánvállalatoknak is. Számos kőbányában, téglaégetőben és más gyárakban végeztek kényszermunkát. A Reichsautobahn autópálya építésében is alkalmaztak foglyokat. A megnövekedett létszám miatt, részben külső táborok építésére is szükség volt.
Szeptember 27-én és 1940. február 18-án más táborokba vitték az őrizeteseket. Eközben az SS-Totenkopfverbände mintegy 7000 tagját képezték ki Dachauban. A foglyok közül 2138 ember a buchenwaldi, 1600 a mauthauseni és 981 a flossenbürgi koncentrációs táborba került. Csak 100 fegyenc maradt a dachaui táborban munkaerőként.

#### 1940
1940 januárjában a DAW átvette a tábor műhelyeit: a lakatosműhelyt, az asztalosműhelyt és a nyeregkészítőt. Április végén és május elején lengyel foglyok érkeztek a táborba. Az év végén a más táborokban fogva tartott papokat áthelyezték a dachaui táborba. Ekkor egy külön papi blokkot hoztak létre (Pfarrerblock).
Egon Zill 1940-től volt Schutzhaftlagerführer (a tábor III. osztály vezetője), ami a parancsnok után a második legfontosabb pozíció. Zill alapított egy zenekart, amelyben foglyoknak kellett játszani. A zene nem szórakozást jelentett, hanem egy további gyötrelmes kínt. A foglyoknak napközben többször kellett német dalokat énekelniük, amikor a munkahelyre mentek vagy onnan tértek vissza. A halálra, az éhezésre és a kimerülésre tekintettel cinikus és megalázó volt a zene. Főleg azoknak a foglyoknak volt ez különösen megterhelő, akik nem tudtak németül. Így ők további kínzást szenvedtek el, mert amikor más foglyok pihentek, nekik gyakorolniuk kellett a gyűlölt dalokat. De kivégzéshez és kínzáshoz is játszatták a zenekart. A többi fogolynak pedig hallgatni kellett a kegyetlen előadásokat. Számos alkalommal játszottak látogatók előtt is. A zenészek néha saját komponálású zenedarabokat is előadhattak. Ilyenkor időnként sikerült rejtett csúfolódást is beledolgozni, ami segítséget nyújtott megtört személyiségük talpra állásában. Némely túlélő szívesen emlékszik vissza erre az elégtételre. A zenének propaganda funkciója is volt, mert így a helyi lakosságnak színlelni lehetett, hogy jól vannak a foglyok. A zenészeknek nem kellett olyan keményen dolgozniuk, mint a többieknek. A zenekar cseh, lengyel, osztrák és német foglyokból állt. Amikor áthelyezték Zillt, ideiglenesen megszűnt a zenekar. A koncentrációs táborban, paradox módon, az őrizetesek elleni kegyetlen bánásmód együtt járt az SS szórakoztatásával.
Külföldön bemutatták a mozikban A diktátor című filmet, ami Hitlerre és a rezsimre utalt.

#### 1941
Miközben Lengyelország elfoglalt területén megsemmisítő táborokat építettek – a chelmnoi, az auschwitzi, a belzeci, a sobibóri, a treblinkai és a majdaneki tábort – a koncentrációs táborokban is keményebb erőszakot alkalmaztak.
Januárban berendeztek egy kísérleti osztályt a gyengélkedőben. Ott 144 regisztrált gümőkóros beteget kezeltek homeopátiás gyógymóddal. A vezető orvos von Weyherns volt, aki 1941 februárjában biokémiai vegyszert tesztelt a foglyokon.
A 26-os blokkban berendeztek egy kápolnát, ahol január 22-étől mindennap tarthattak misét. Április 11-én a papok nagyobb és jobb minőségű élelmiszeradagokat kaptak, mely kiváltságokért a Vatikán fizetett. Szeptemberben visszavonták az előjogokat, mert más foglyok és SS-tagok panaszkodtak erre.
A halálesetek regisztrációja miatt június elején berendeztek egy saját anyakönyvi hivatalt a táborban. Az addig elhunyt emberek száma a dachau város anyakönyvi hivatala szerint 3486 volt. Októbertől több ezer szovjet hadifogoly érkezett a táborba. A Bunker udvarában végezték ki őket, később a közelben fekvő hebertshauseni SS-lőtéren lőtték le az áldozatokat.

### A háború fordulópontja

#### 1942

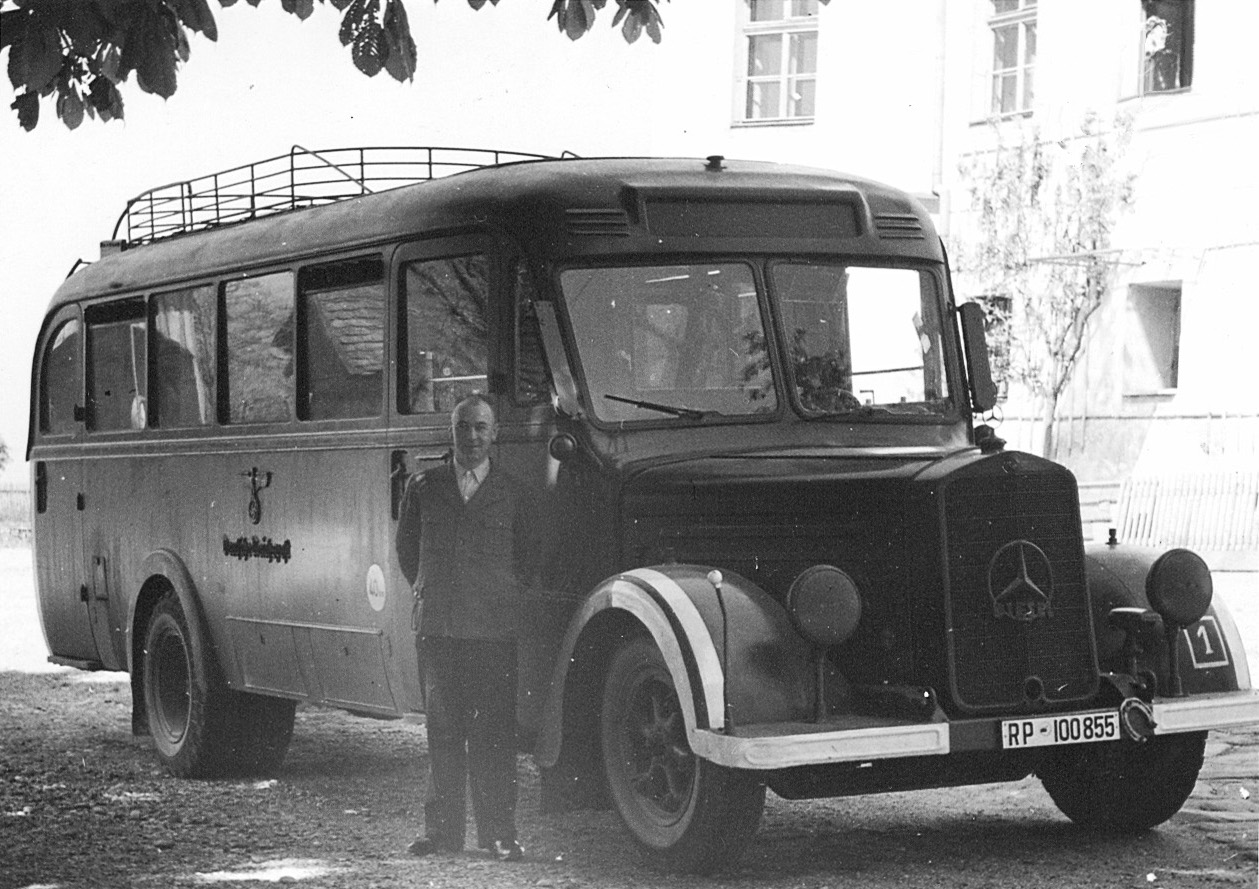
A busz, ami Schloss Hartheimbe szállította a betegeket

Január 2-án az első ún. „rokkantszállítmány” (Invalidentransport) érkezett a Linz melletti Schloss Hartheimbe. Itt megölték a betegeket az Aktion 14f13 program során. 1941-ben az NSDAP vezetési fennhatósága alatt elrendelték a beteg, idősebb vagy nem munkaképes foglyok kiválasztását és megsemmisítését. Az akció a náci „eutanázia”-programhoz tartozott. Egy év alatt az SS, 32 szállítással, összesen mintegy 3000 foglyot deportált.
Február 22-én Unterdruck („Alulnyomás”) kísérleti sorozat kezdődött, amit Sigmund Rascher (SS-Hauptsturmführer) és Hans-Wolfgang Romberg orvosok vezettek. A kísérletekkel tesztelték az ember reakció- és életképességét nagy magasságban, gyors emelkedésnél és nagy magasságból történő hirtelen esésnél. Kiépítettek egy alacsony nyomású kamrát az 5-ös blokk és a szomszédos barakkok között. Amikor május végén a kísérleteket abbahagyták, a 200-ból már 70-80 fogoly halt meg ezek következtében.

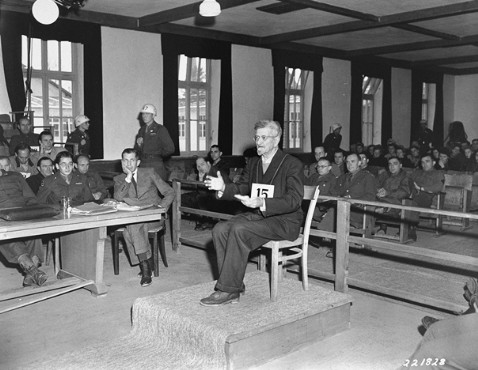
Claus Schilling bíróság előtt, 1945 decemberében

Február 23-án Claus Karl Schilling orvos elkezdte az első kísérleteit malária elleni gyógyszerekkel. 1100 fogvatartottat fertőztek meg a betegséggel. Később, a dachaui perben sikerült 10 halálos áldozatot bebizonyítani. Schilling 1945. április 5-éig folytatta az emberkísérleteket.
Júniusban felállítottak egy biokémiai kísérleti osztályt az I. blokkban, aminek Heinrich Schütz volt a vezetője. Itt indult a Phlegmone („Gyulladás”) kísérletsorozat is, amely 1943 tavaszán fejeződött be. Eközben legalább 17 ember halt meg.
Augusztus 15-én kezdték meg az emberek erős lehűtésével kapcsolatos próbákat (Unterkühlungsversuche) Ernst Holzlöhner, Erich Finke és Rascher orvosok vezetése mellett. A kísérleteket hivatalosan 1942 októberében hagyták abba, azonban Rascher önkényesen meghosszabbította 1943 májusáig. A kísérleti személyek száma 220 és 240 között volt. Közülük körülbelül 65-70 ember halt meg ennek következtében.
Szeptember 1-jén Martin Weiss lett a tábor új parancsnoka. Weiss utasítást kapott a foglyok munkaerejének megőrzésére. Weiss megszüntette a foglyok kiköttetését (Pfahlhängen) és csökkent az őrizetesek megverésének esetszáma is. Gyakrabban engedték őket a lakóbarakkokban tartózkodni. Az élelmiszer mennyiségét, amit a foglyok postával kaptak, innentől kezdve már nem korlátozták, de nem is mindenkinek engedték meg. Például az orosz foglyoknak tilos volt kapcsolatba lépniük az otthoniakkal. Azok, akik sok csomagot kaptak, el tudták például érni a kápóknál (olasz kifejezés: capo, azaz 'főnök', funkciós fogoly), hogy jó munkára osszák be őket.
Himmler 1942. október 5-ei parancsa szerint a Német Birodalom területén létrehozott koncentrációs táboroknak „zsidómenteseknek” (judenfrei) kellett lenniük. Az SS minden zsidó foglyot a dachaui táborból az auschwitzi megsemmisítő táborba deportált.
November végén tífusz tört ki a tábor területén. A tetűvel terjedő betegség gyorsan járvánnyá vált.
Karácsonykor a tábor történetében először filmelőadás volt a IV. blokkban, ez összesen még nyolc alkalommal ismétlődött. Az előadásokon válogatott filmeket és propaganda-híradókat mutattak be a német hadi sikerekről.

#### 1943
1943. január 1-jétől március 15-éig tífuszjárvány miatt vesztegzár alatt állt az egész tábor. A járvány ideje alatt az SS tagjai nem léptek be a foglyok területére. Az őrizetesek akkor többet tudtak pihenni és beszélgetni. Néhányan zenéltek vagy verseket írtak. A könyvtár gyarapodott, mivel a postával lehetett könyveket is küldeni az őrizetesek számára. Ez a kulturális tevékenység még a karantén után is tartott, de csak korlátozott mértékben. Tavasszal előadtak egy saját maguk által írott színdarabot egy rögtönzött szabadtéri színpadon. A szöveget cenzúrázták, és a parancsnok illetve néhányan az SS-személyzetből is jelen voltak, akiknek tetszett a darab.
Április végétől Redwitz futballozni engedte a rabokat vasárnaponként a gyülekező téren. Augusztus 29-én a lengyelek néptáncot is előadhattak. Ezekkel a könnyítésekkel egyidejűleg azonban növekedett a szabotázs miatti kivégzések száma is. Emil Mahr fogoly vallomása szerint 800-1000 kivégzés történt ebben az időszakban. Ekkorra estek Rascher és Schilling kísérletsorozatai is. Augusztus 4-én 16 foglyon hajtottak végre úgynevezett „példát statuáló” büntetést botozással az összegyűlt táborlakók előtt.
Októberben Eduard Weiter lett a tábor utolsó parancsnoka.

#### 1944

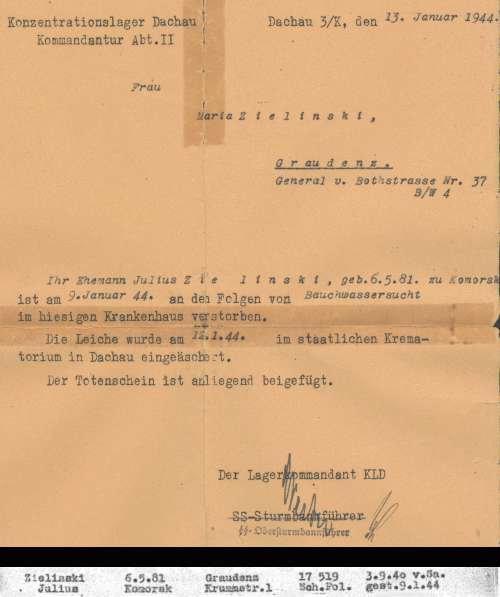
Értesítőlevél egy halálesetről

1944-ben kiürítették a birodalom keleti részén fekvő első koncentrációs táborokat, mivel a front és a Vörös Hadsereg már vészesen közelített nyugat felé. A foglyokat „evakuálták” más táborokba és szándékosan megerőltető, emberveszteséggel járó utakra küldték az elítélteket.
Február 22-én lelőttek 31 szovjet tisztet a krematórium udvarán.
Május 11-én alapítottak egy bordélyt, ahol hat olyan nőnek kellett dolgoznia, akiket a ravensbrücki női koncentrációs táborból hoztak. A bordély látogatását a foglyok munkateljesítményéhez kötötték. Az év végén a bordélyt feloszlatták.
Július 6-án érkezett a Todestransport („halálszállítmány”) a francia compiègne-i táborból. Útközben 2521 fogolyból 984 ember halt meg. Ugyanazon a napon Sepp Eberlnek sikerült kihallgatnia egy rádióadást az SS egyik termében, amiből megtudta, hogy a szövetségesek partra szálltak Normandiában.

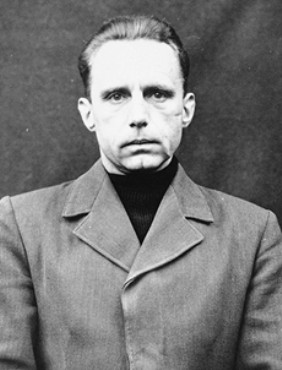
Wilhelm Beiglböck

Ezen a nyáron Wilhelm Beiglböck kezdett kísérletezni azzal, miképp lehet tengervizet ivóvízként felhasználni. A kísérleti személyek között 44 roma volt.
Ősztől a tábor túlzsúfolttá vált. Az 50 emberre tervezett helyiségekben akkor már 3-500 személy szorongott. Novemberben újra tífuszjárvány tört ki, miután megint érkezett egy vonat evakuált foglyokkal. A halálozási ráta októberben 403 volt, míg novemberben 997-re emelkedett és decemberben már 1915 ember halt meg.
Szeptember 4-én és 6-án további 92 szovjet tisztet lőttek le a krematórium udvarán. A kivégzéseket elrettentés céljából nem tartották titokban.
December 17-én a francia püspök, Gabriel Piguet titokban pappá szenteltette Karl Leisner segédlelkészt.

#### 1945

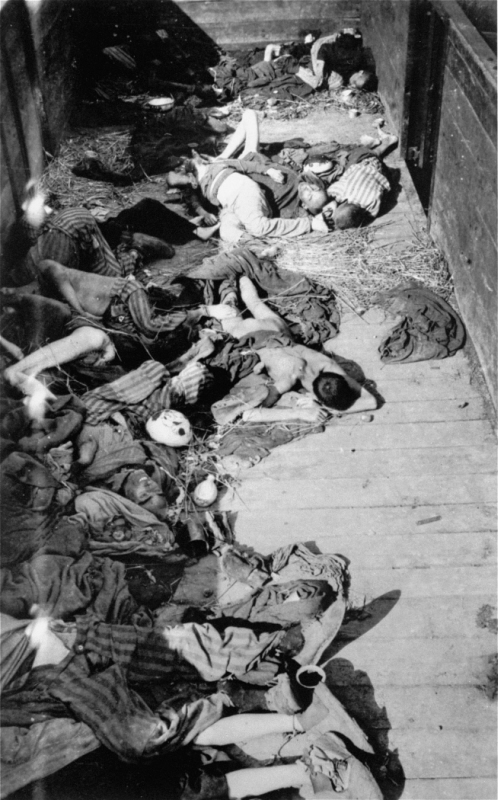
Egy transzport Dachauból kiürítés után

1945 elején egyre több evakuált fogolyt hurcoltak a dachaui táborba. Új táborszemélyzet is érkezett, például januárban az auschwitzi orvos, Hans Münch. A tábor zsúfoltsága gyorsította a járvány terjedését. Januárban 2903, februárban 3991, márciusban 3534 és áprilisban 2186 személy halt meg tífuszban. A krematóriumot bezárták és februárban elkezdték a tömeges temetéseket a leitenbergi temetőben. Néhány orvos és ápoló is meghalt a tífuszban, többek között a 2016-ban boldoggá avatott Engelmar Unzeitig pap, aki önkéntesen gondozott betegeket. Március végén több száz német lelkészt engedtek szabadon, de 170 lelkész továbbra is fogságban maradt. Április 4-én, dán és norvég foglyokat adtak át a Nemzetközi Vöröskeresztnek a „fehér buszok mentőakció” folyamán.
Április 9-én lelőtték Charles Delestraint francia tábornokot, aki a francia ellenállás tagja volt, valamint a német kommunista Georg Elsert, aki 1939-ben merényletet próbált meg elkövetni Hitler ellen.
Az SS április elején elkezdte elégetni az iratokat és a dokumentumokat. A hónap közepén felfüggesztették a két hírhedt kapót, Johan Meansariant és Albert Wernickét. A bunkert is bezárták.
Április 14-én Himmler egy rádiótáviratot küldött Dachauból Flossenbürgbe. A parancs szerint az egész tábort evakuálni kell. Később megváltoztatták ezt a parancsot úgy, hogy végül csak németekre, oroszokra, lengyelekre és zsidókra vonatkozott. Április 17-én és 24-én néhány foglyot elszállítottak Tirol irányába.
Április 23-án a munkaszolgálat először maradt a táborban.
Azt a 2000 foglyot, akiket egy további evakuálással a felső-bajor Mittenwald felé küldtek, május 4-én szabadították fel. Egy másik szállítmány 3000 fogollyal 25-én indult Seeshauptba, a Starnbergi-tóhoz. Őket április 30-án szabadították fel. Azon a napon sikerült még egy fogolyszállítást is leállítani, amit Staltach felé terveztek. A vonaton 1759 zsidó volt. Az amerikaiak megállítottak egy halálmenetet, ami április 26-án, 6887 fogollyal, gyalogosan indult volna el Tegernseeig Pasingon, Wolfratshausenen és Bad Tölzen keresztül. Ezt a megerőltetést sok ember már nem bírta volna ki. Április 27-én Emmeringből indítottak 2000 foglyot vonattal Wolfratshausenbe, ahol gyalog kellett csatlakozniuk a nagy menethez. Éjszaka érkezett a buchenwaldi kitelepítővonat, ezen sokan éhen haltak.
Egy nappal később Max Ulich német vezérőrnagy visszarendelte a táborból a 212. népi gránátos hadosztályt (Volksgrenadier-Division), hogy ne legyen felesleges veszteségük. Így ezen a napon tört ki a dachaui felkelés, amit Georg Scherer és Walter Neff őrizetesek vezettek. Több fogoly, dachaui polgárok és a Volkssturm tagjai is részt vettek benne. A felkelés célja a dachaui tábor evakuálásának végérvényes megakadályozása volt.

### A felszabadítás 1945-ben

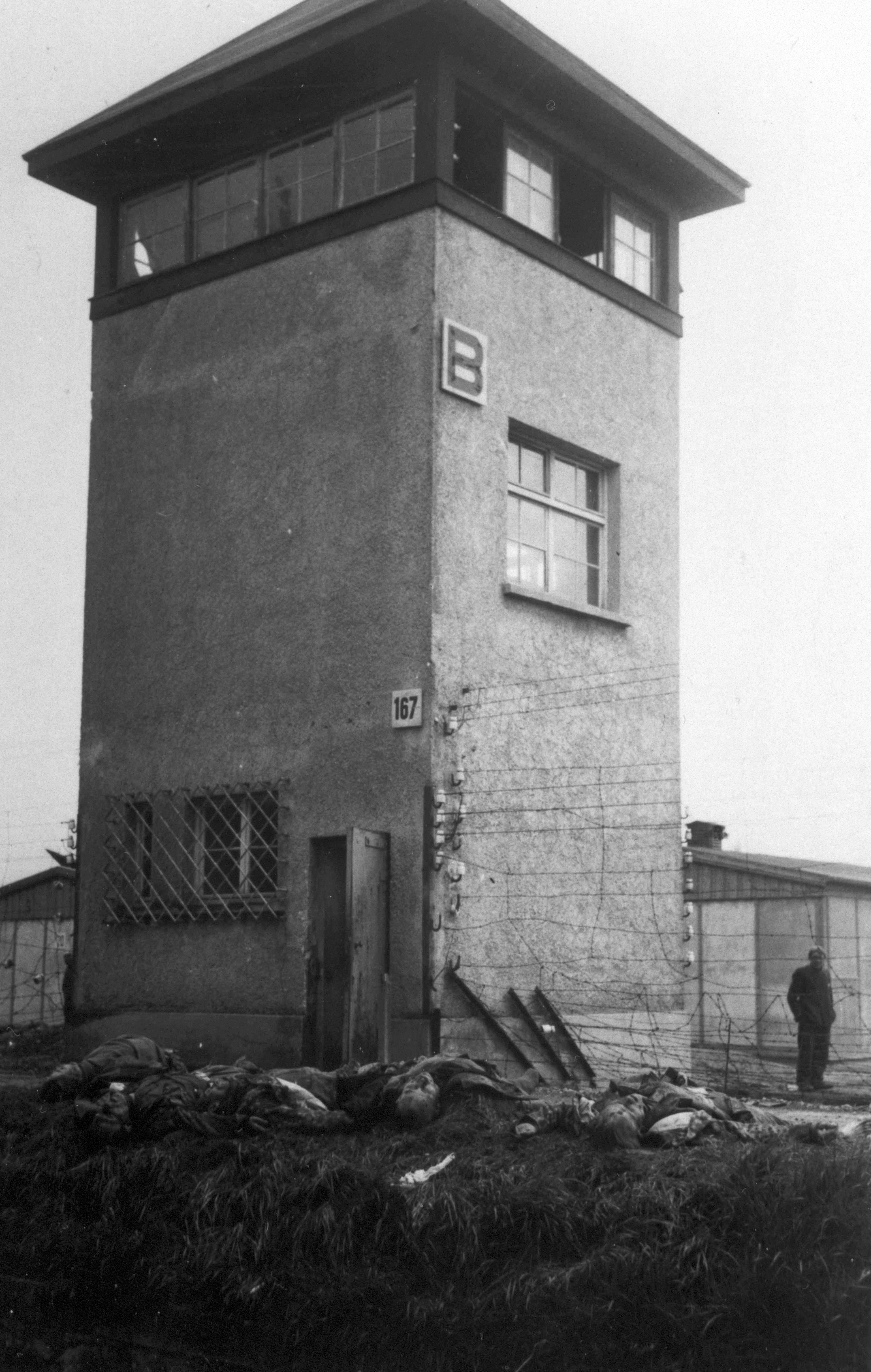
A „B” őrtorony lelőtt SS-őrökkel (1945 áprilisában)

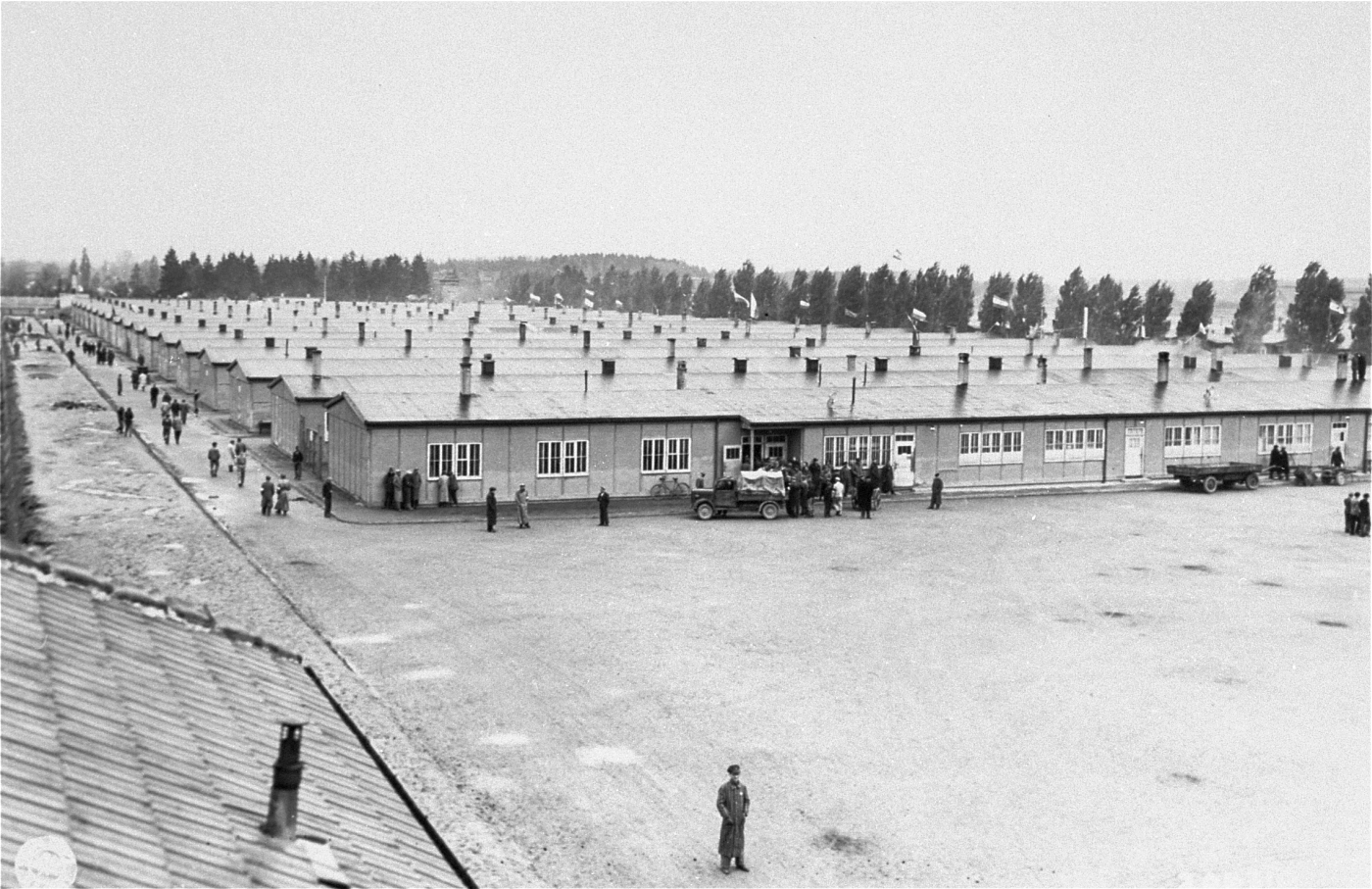
A barakkok néhány nappal a felszabadítás után

Április 29-én az amerikai 42. és 45. gyalogos hadosztály bevonult a táborba. Csak néhány ott maradt SS-katona állt ellen, az SS-őrök többsége már az amerikaiak érkezése előtt elhagyta a tábort. A dachaui tábor volt az utolsó előtti koncentrációs tábor, amit felszabadítottak. Még 32 335 ember élt ott akkoriban. Ezen a napon az amerikaiak lelőttek Buechner hadnagy jelentése szerint 560 SS hadifoglyot, beleértve a kórházban talált sebesülteket is. A kivégzettek közül 40-en tartoztak a koncentrációs tábor személyzetéhez, a többiek Waffen-SS katonák voltak, közöttük magyarok is. Ez a gyilkosság dachaui mészárlásként híresült el.
Az amerikai csapatok először a tábort – a hozzá tartozó külső táborokkal együtt (ilyen volt a lenadsbergi) – szabadították fel és csak utána vonultak be Münchenbe. Azokat a fogolyszállítmányokat, amelyek éppen München közelében voltak, április 30-án szabadították fel. Ott volt a zsidó író, Max Mannheimer is, a mühldorfi melléktábor lakójaként.

### Amerikai fennhatóság alatt
A tábort egy amerikai parancs szerint karanténnak nyilvánították, mivel a területén még mindig tartott a tífuszjárvány és sok ember szenvedett az alultápláltságtól. A felszabadítás után még további 2000 ember halt meg itt. A tábor még egy ideig szükségszállásként működött a hontalanok és a beteg foglyok számára.
Később létrehoztak egy nemzetközi fogolybizottságot. Júliusban az amerikai katonai hivatalok, a volt koncentrációs tábor területén rendezték be a német háborús bűnösök részére a dachaui internálótábort, ahol 30 000 ember elhelyezésére volt lehetőség.
November 15. és december 13. között zajlott le a dachaui főper (Dachau-Hauptprozess) Martin Weiss parancsnok és a táborszemélyzet további 39 tagja ellen. A 40 vádlott közül 36 bűnöst ítéltek ekkor halálra. A főper a dachaui perek keretében zajlott, és amelyben háborús és a holokauszthoz, illetve a shoához kapcsolódó bűnöket tárgyaltak. Ezek 1948-ban zárultak le. Az orvosi kísérletekkel a nürnbergi orvosperben és az Erhard Milch államtitkár elleni perben foglalkoztak. 1946 májusában a 36 halálos ítéletből 28-at hajtottak végre a landsbergi börtönben. Az azt követő 121 eljárás során, mintegy 500 vádlott állt az amerikai katonai bíróság előtt, főleg az SS tagjai, akik Dachauban és a melléktáborokban tevékenykedtek.
1948 szeptemberében, körülbelül három és fél évvel a felszabadítása után, az akkor még menekülttáborként szolgáló területet az amerikai hadsereg átadta a bajor hivataloknak.

## Szerkezeti struktúra, tábori hierarchia

### A tábor felépítése

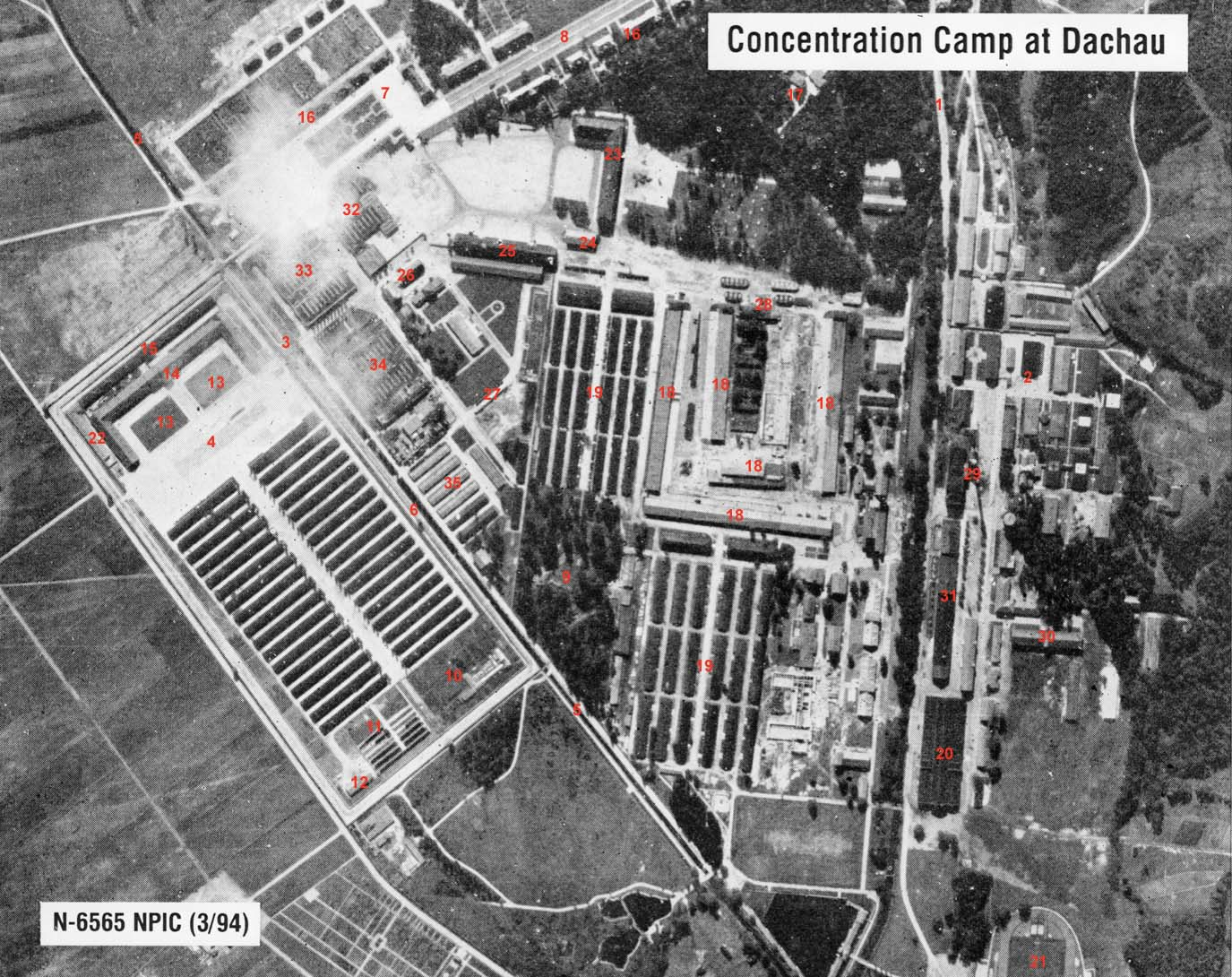
Légifelvétel a táborról

A kezdetekkor még csak a főtábor létezett. A vasút közvetlen közelében építették fel, lépésről lépésre. A háború kitörésekor hozták létre a külső táborokat, amelyek legtöbbször hadiüzemek, vagy fontos munkahelyek közelében feküdtek a birodalom déli részén.
A főtábort hat szektorra osztották fel:
- fogolyterület (Häftlings-Gelände)
- SS-terület (SS-Gelände)
- gyógynövényültetvény (Kräuterplantage)
- hebertshauseni lőtér (Schießplatz Hebertshausen)
- leitenbergi temető (Friedhof Leitenberg)
- Waldfriedhof sírok (Gräberanlage Waldfriedhof)

#### A fogolyterület

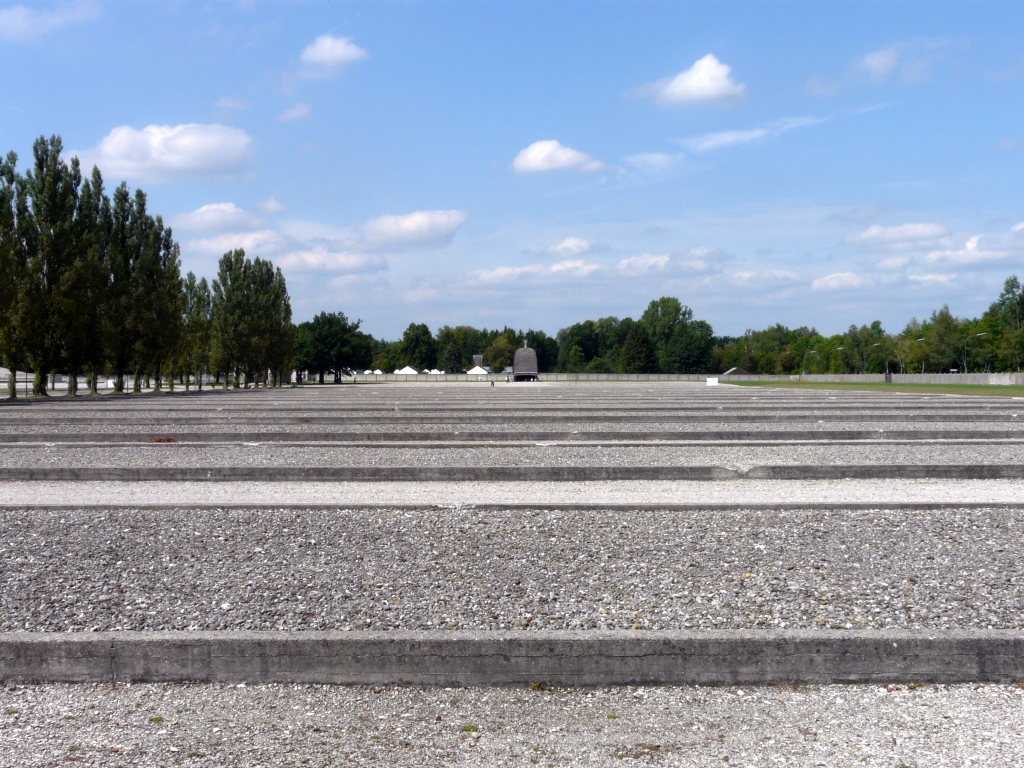
Kőalapok mutatják a barakkok fekvését

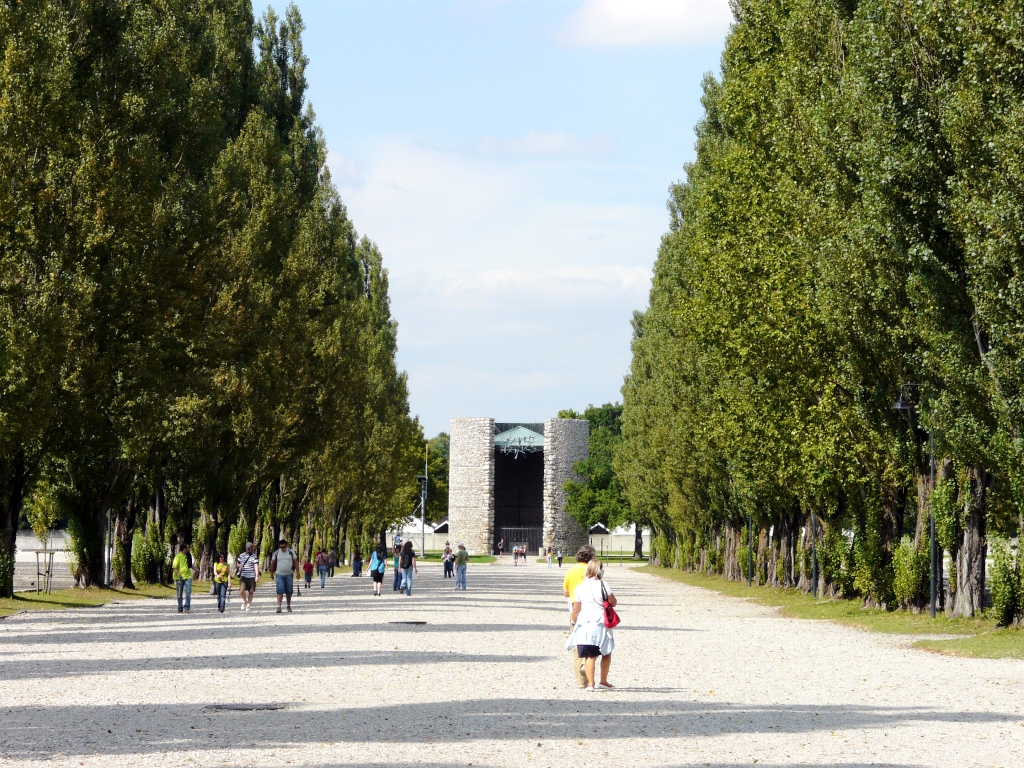
A tábor utcája

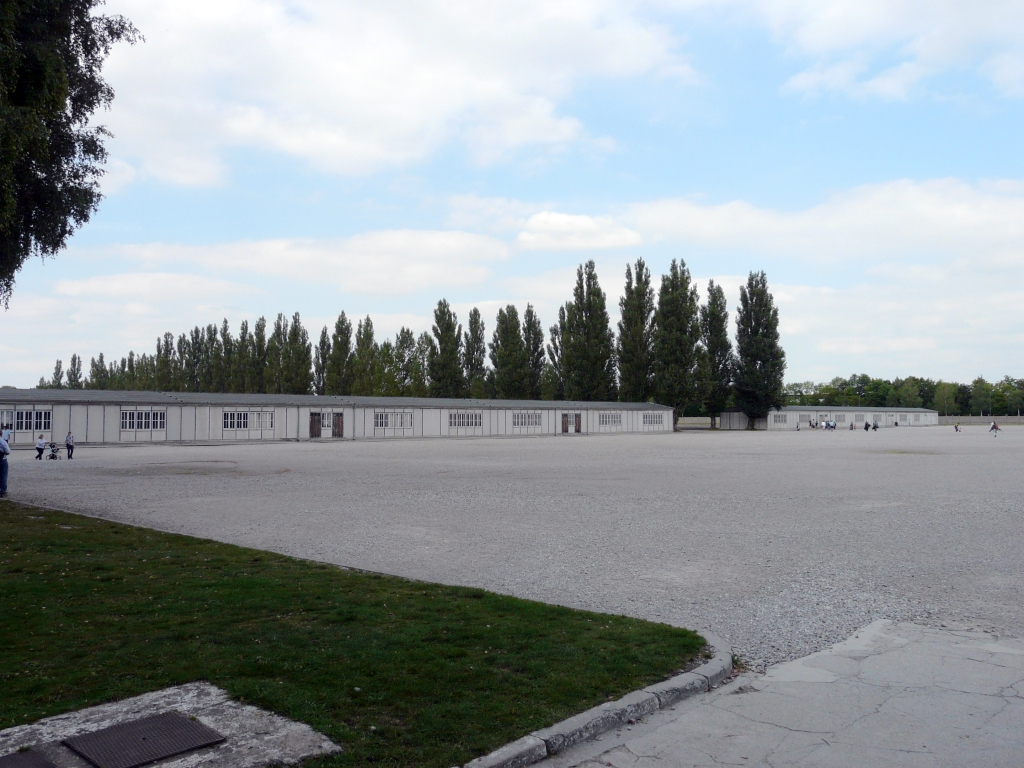
Gyülekezőhely rekonstruált barakkokkal a háttérben

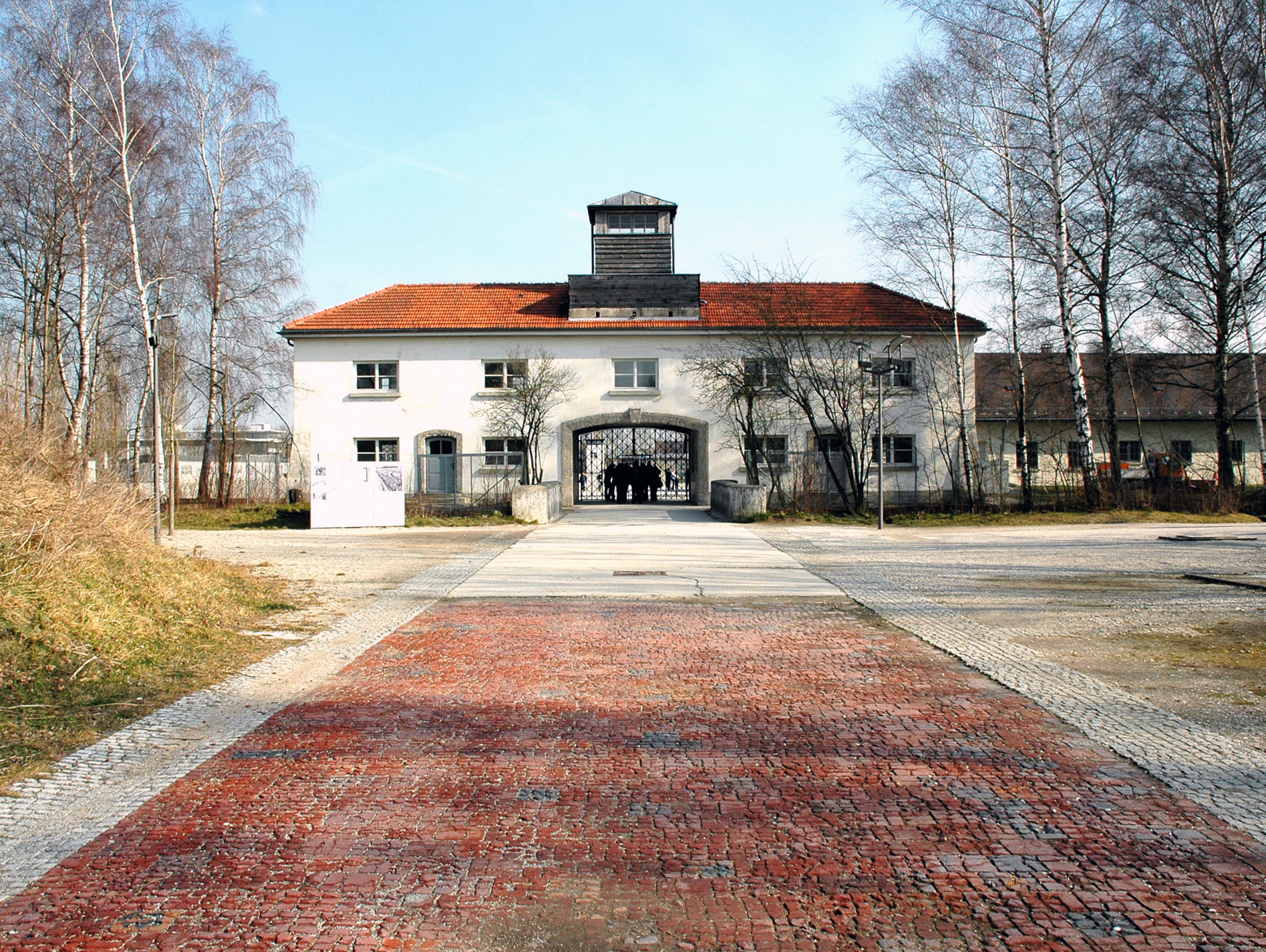
A Jourhaus

A fogolyterület a koncentrációs tábor legnagyobb része volt, 34 barakkból állt, Schutzhaftlager („védőőrizeti tábor”) néven. Egy elektromos szögesdrótkerítést vezettek köré, mögötte egy árkot ástak, éjszakára kivilágították. Az őrök azonnal, figyelmeztetés nélkül lelőtték az őrtornyokból azt, aki közeledett a kerítéshez.
A Schutzhaftlager szerkezete:
- a lakóbarakkok, illetve lakóblokkok, melyek mindegyikében volt két mosósarok, két WC és négy szoba. Minden szoba két részből állt: ahol aludtak és ahol napközben tartózkodtak. Minden szobát 52 főre terveztek, így 208 fogoly fért el egy lakóblokkban. Az utolsó években néha 1600 személy is összezsúfolódott bennük.
- a lakóbarakkok között volt a „tábor utca” (Lagerstraße).
- nyolc őrtornyot telepítettek, melyek mindegyikében általában két gépfegyveres SS-őr állt.
- a betegkörzet (Krankenrevier vagy Häftlingslazarett)a kezdetekkor még csak két barakkból állt, később bővítették 18-ra. Josef Heiden fegyenc itt volt kápó.
- a fertőtlenítő barakk
- a hullakamra
- a munkabarakk
- a kantin
- a gyülekezőtér, ahol minden reggel és este sorba kellett állniuk a foglyoknak létszámellenőrzés végett. Ha valaki hiányzott, büntetésként állva kellett egy egész éjszakát vagy akár egy fél napot is kibírniuk.
- a Jourhaus, amely az egyetlen átmeneti épület volt az SS- és a fogolyterület között. Itt voltak az őrszobák és néhány adminisztrációs iroda.
- a gazdasági épület
- a „Bunker”, ami az előbbi épület mögött volt. Oda vitték a foglyokat különbüntetésre és a kivégzések is ott zajlottak.

A tábor fennállásának tizenkét éve alatt különböző módon osztották fel a lakóblokkokat:
- Strafblöcke: a büntetőosztag blokkjában kaptak helyet azok a foglyok, akik már többször voltak börtönben, vagy szigorított elzárás alatt álltak. Ezt a blokkot külön szögesdrótkerítés védte.
- Interbrigadisten: itt azokat a német kommunistákat és antifasisztákat tartották, akik a spanyol polgárháborúban harcoltak a nacionalisták ellen.
- Judenblock: zsidók külön lakóblokkja.
- Invalidenblock: itt helyezték el a rokkantakat.
- Prominentenblock: híres emberek blokkja.
- Pfarrerblock: a papi blokk.

A háború kezdetétől nemzetek szerint helyezték el az őrizeteseket, például lengyeleknek, cseheknek és oroszoknak külön lakóbarakkjaik voltak.

#### SS-terület

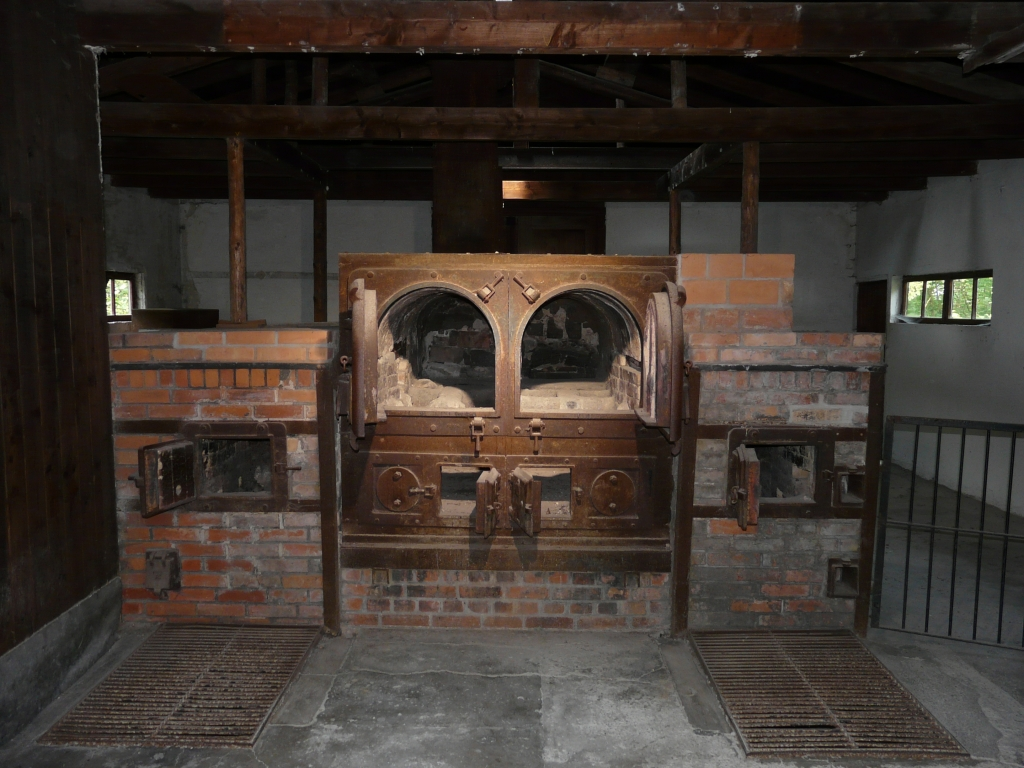
Az első krematórium

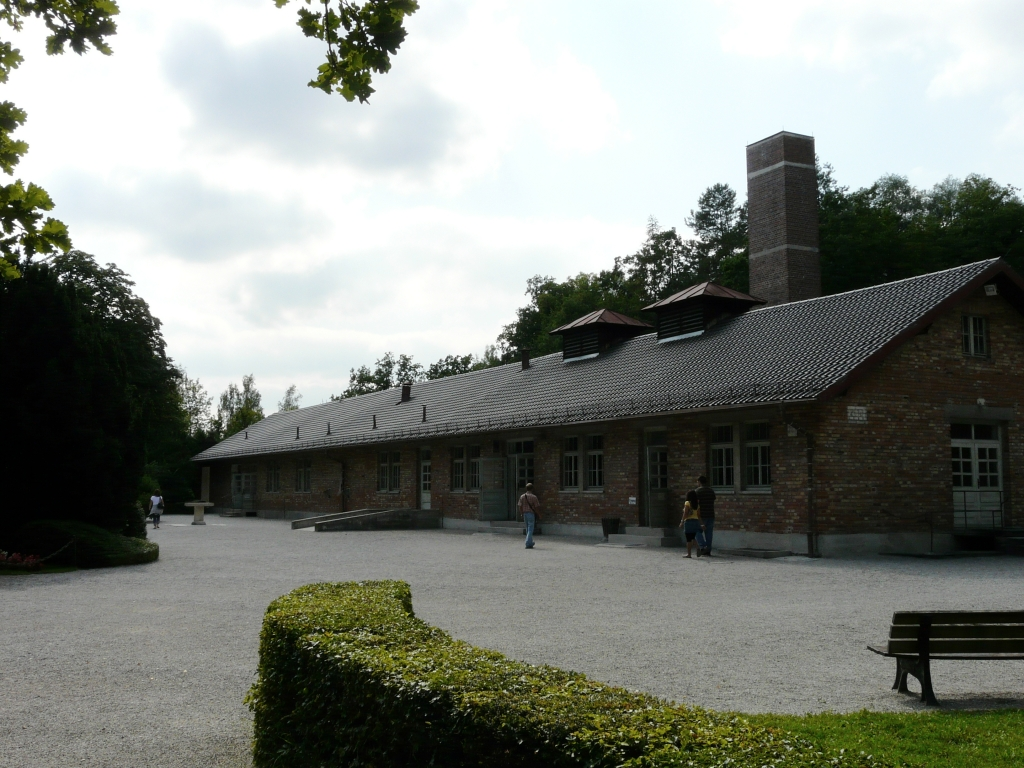
Az X-barakk

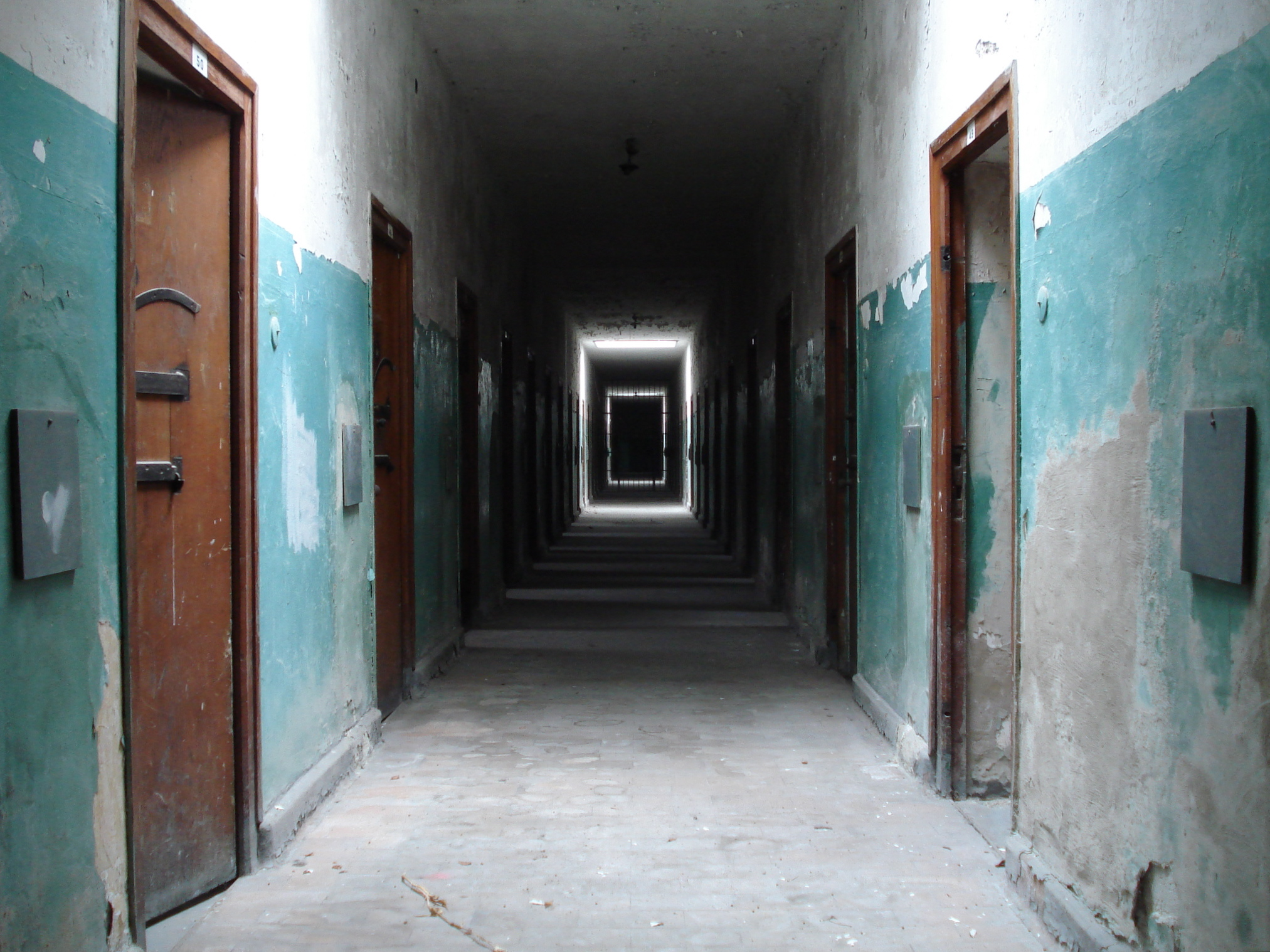
A Bunker

Az SS-terület körülbelül kétszerese volt a foglyokénak. Többek között itt helyezték el a műhelyeket, a legénységi barakkokat és a tisztek lakásait, de még az ügyintéző hivatal épülete is itt volt. Később két krematóriumot is építettek még erre a területre.

##### Az első krematórium
Az első hét évben egy müncheni krematóriumban hamvasztották el a halottakat. 1940-ben építettek egy saját, egy helyiségből álló krematóriumot, amelyben két kemence volt. A Jourhaus előtt az út elágazott, így teljesen elszeparálták a foglyok területétől. Egy különleges fogolycsoportnak kellett itt dolgoznia. Tilos volt a többi táborlakóval kapcsolatba lépniük, de más sem léphetett be erre a területre. A krematórium közelében hajtották végre a halálos ítéleteket.

#### Az X-barakk
1942 májusától 1943 áprilisáig a tábor adminisztrációja építtetett egy nagyobb épületet az első krematóriummal szemben, az úgynevezett X-barakkot. A két helyiség mellett több másik is volt csak a holttesteknek. Az új krematóriumnak négy kemencéje volt, amelyeket 1943 áprilisától 1945 februárjáig használtak. Később a leitenbergi temetőben tömegesen hantolták el a halottakat. 1944 nyarán hozzáépítettek négy fertőtlenítőkamrát a foglyok ruhájának tisztán tartása miatt. Egy másik terem bejárata fölött az a felirat állt, hogy „Brausebad“ (zuhany). Ezt a termet fehérre csempézték, és 15 egyszerű zuhanyrózsa-utánzatot is beépítettek. A külső falon két bádogszelep volt, ezért az amerikai csapatok gázkamraként azonosították 1945. április 29-én. Egy akkori fogoly arról számolt be, hogy féltek amikor kész lett a gázkamra, de félelmük nem igazolódott be. Történtek kísérletek harci gázzal, egy fennmaradt levél szerint, amelyet az SS-orvos Rascher 1942. augusztus 9-én írt Himmlernek:
„Wie Sie wissen, wird im KL Dachau dieselbe Einrichtung wie in Linz gebaut. Nachdem die Invalidentransporte sowieso in bestimmten Kammern enden, frage ich, ob nicht in diesen Kammern an den sowieso dazu bestimmten Personen die Wirkung unserer verschiedenen Kampfgase erprobt werden kann.“
„Ahogy Ön is tudja, a dachaui koncentrációs táborban ugyanolyan berendezést építenek, mint Linzben. Mivel a rokkantszállítások úgyis bizonyos kamrákban végződnek, azt kérdezem, hogy nem lehetne-e a kamrákban különböző harci gázokat kipróbálni ezeken a személyeken, akikkel amúgy is az fog történni.“
Az biztos, hogy Rascher hajtott végre ilyen jellegű orvosi kísérleteket, amelyeknek halálos áldozata is volt. Valószínűnek tűnik, hogy harci gázzal is kísérletezett. Egy további dokumentum a fogoly Frantisek Blaha vallomása:
„Die Gaskammer wurde im Jahre 1944 vollendet; ich wurde zu Rascher gerufen, um die ersten Opfer zu untersuchen. Von den acht bis neun Personen, die in der Kammer waren, waren drei noch am Leben und die anderen schienen tot zu sein.“
„A gázkamra 1944-ben lett kész. Rascherhoz hívtak, hogy vizsgáljam meg az első áldozatokat. A nyolc vagy kilenc személyből, aki a kamrában volt, három még élt, a többiek halottnak tűntek.”
Frantisek Blaha azonban egy másik időpontban visszavonta a vallomását.
A gázkamra használatát nem lehet bizonyítani, de határozottan megcáfolni sem. A háború vége előtt azonban sok dokumentum elpusztult. Az utólagos vizsgálatok során nem találtak olyan anyagot, ami mérgező gáz használatára utalna. A dachaui tábor nem megsemmisítő tábor volt. Azokat a foglyokat, akik gyógyíthatatlan betegek vagy fogyatékosak voltak, Hartheimbe szállították, ahol az úgynevezett „14f13 művelet” keretében a T4 eutanázia-program során gázkamrákban ölték meg őket.

#### Külső táborok
Összesen 169 külső tábor volt. A külső munkavégzést Außenkommandóknak hívták, és nem voltak egyformák. A nagyobb külső, illetve melléktáborokban aludhattak is a rabok. Ezekben vezetők és kápók (Funktionshäftlinge) is voltak a táborok nagysága miatt. A munkavégzésekre néha csak egy személyt küldtek, néha ezreket. A foglyoknak nemcsak az illető táborban kellett dolgozniuk, hanem például az SS műhelyeiben, az útépítésnél vagy a kavicsbányákban is kényszermunkán voltak. 1939-től a hadiipar is igényt tartott rájuk. Főleg 1942-től nőtt meg a külső táborok száma, amelyekben mintegy 37 000 fogoly dolgozott. 1944 márciusától a hadifoglyok óriási földalatti komplexumokat építettek, ahol a nácik fenn tudták tartani a haditermelést.

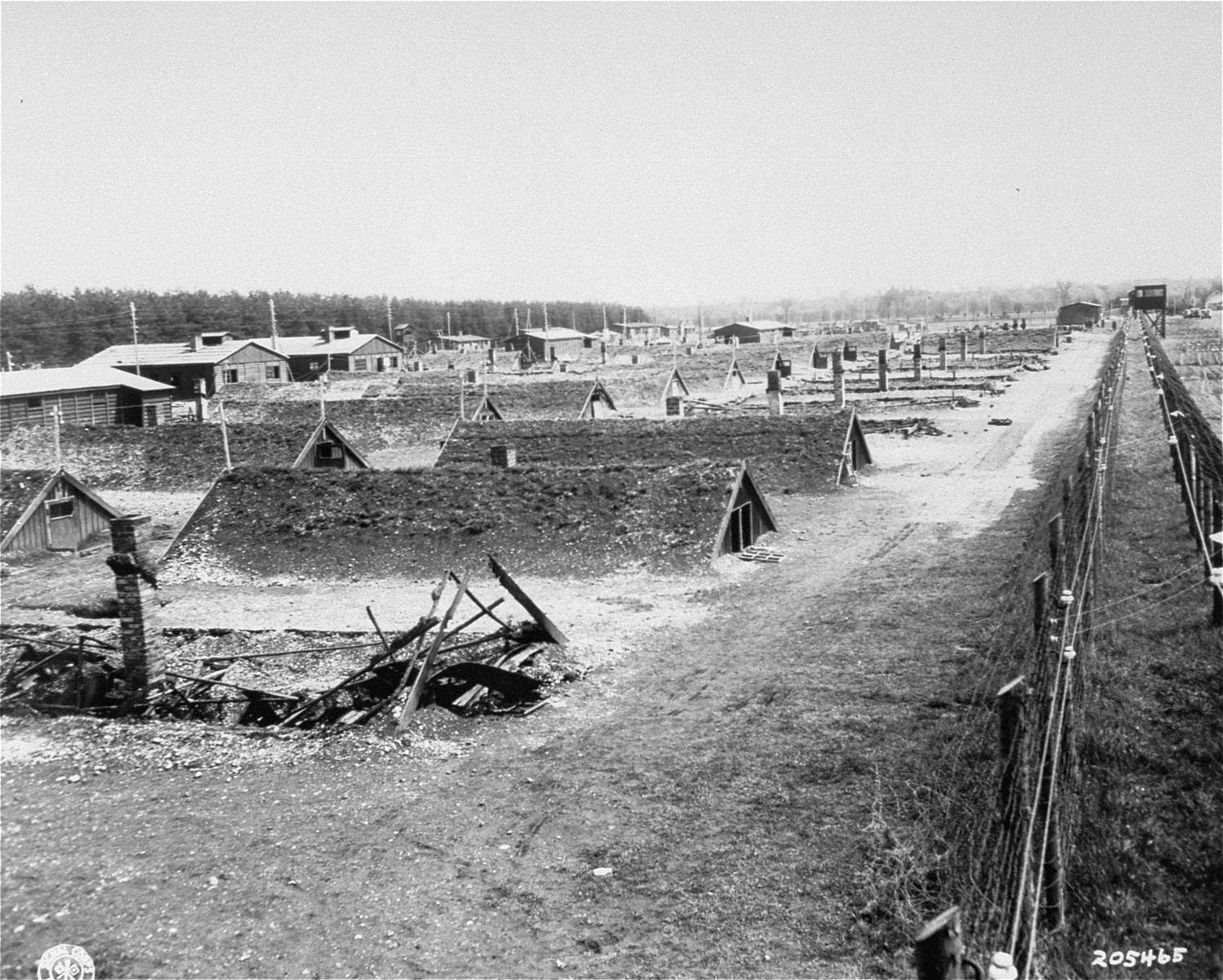
Egy külső tábor Kaufenringnél

A nagy külső táborokban a főtábornál rosszabbak voltak a higiéniai feltételek és a munkakörülmények. A foglyok például a következő gyárakban dolgoztak: Zeppelin-Werke, Messerschmitt, BMW-Werk II (allachi külső tábor), Dornier-Werk, Agfa-Kamerawerk, Firma Sachse, Firma Präzifix, Dynamit AG, Firma Magnesit, Firma Kimmel és Bauarbeiten Flughafen München-Riem, ahol a bombák hatástalanításában is alkalmazták őket. A tizenegy külső táborban Landsberg am Lechnél 30 000 fogoly dolgozott. Ezeket 1945 áprilisában kiürítették. Közöttük volt a Schwabmünchen/Kaufering IV is. Az „evakuált” foglyokat vonattal elszállították vagy gyalogosan indították útnak.
A kisebb külső munkavégzéseknél jobb volt az ellátás és általában nagyobb volt az esély, hogy a foglyok a megpróbáltatásokat túléljék. Az SS-személyzet brutális túlkapásai ritkábbak voltak, mert a kapcsolat a lakossággal közvetlenebb volt. Az összesen 169 külső munkavégzési helyszínnel a dachaui koncentrációs tábor a legszerteágazóbb volt a birodalomban.
A külső táborokat sokáig nem kutatták. Jelenkori kutatása az élő szemtanúk fogyatkozó száma miatt egyre nehezebb.

### SS-kiképzés

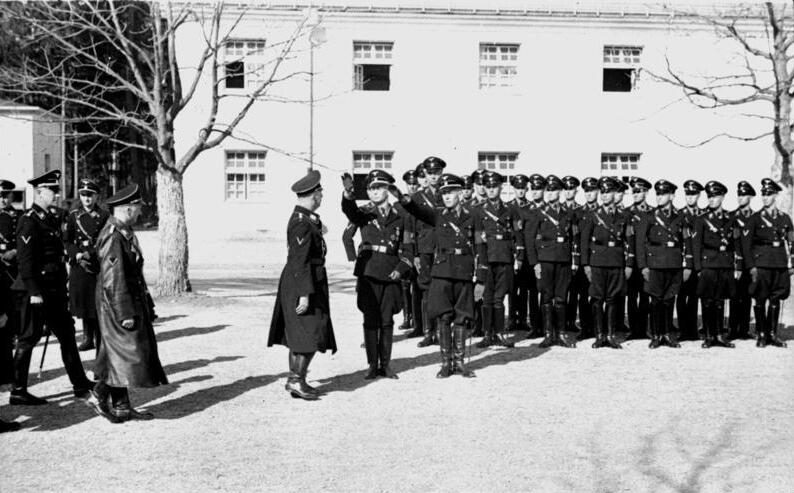
Himmler látogatása az SS kiképzési táborban

Mivel a dachaui koncentrációs tábor a birodalom első reguláris internálótábora volt, jelentős szerepet kapott a későbbi koncentrációs táborrendszerek kiépítésében és az SS-személyzet kiképzésében. Itt laktak az őrcsapatok és a Totenkopf SS-csapatok, majd a kiképzési idő után más táborokba vezényelték őket. Az SS katonai akadémiához (SS-Junkerschule) tartozó Unterführerschule Dachau tanári karát is ugyanott helyezték el, ahol kiképezték a Totenkopf SS altisztjeit, de az SS ügyintézők kiképzésére is itt került sor.

### A táborrend
Kezdetben, majdnem minden táborban egy olyan egy táborrendet alakítottak ki, ami a szokásos börtönszabályzatokon alapult. A dachaui táborban más volt a helyzet. Wäckerle már az első táborrenddel bevezette a parancsnok jogi egyeduralmát, azaz, övé volt az igazságszolgáltatás hatásköre.
Fél évvel ezután, 1933. október 1-jén, az új parancsnok, Eicke megszigorította ezt az első rendet, például egy új testi büntetést vezetett be. Ez a táborrend 1934-től az összes koncentrációs táborban érvényes lett. Az SS-személyzet hierarchiáját az IKL (Inspektion der Konzentrationslager) határozta meg, ami az SS koncentrációs táborának adminisztrációs központja volt. Eicke volt az új hivatal vezetője. 1934 májusától kinevezte magát a „koncentrációs táborok ellenőrének” (Inspekteur der Konzentrationslager). Később Himmler ezt hivatalosan is megerősítette .

#### Funkciós foglyok(Funktionshäftlinge)

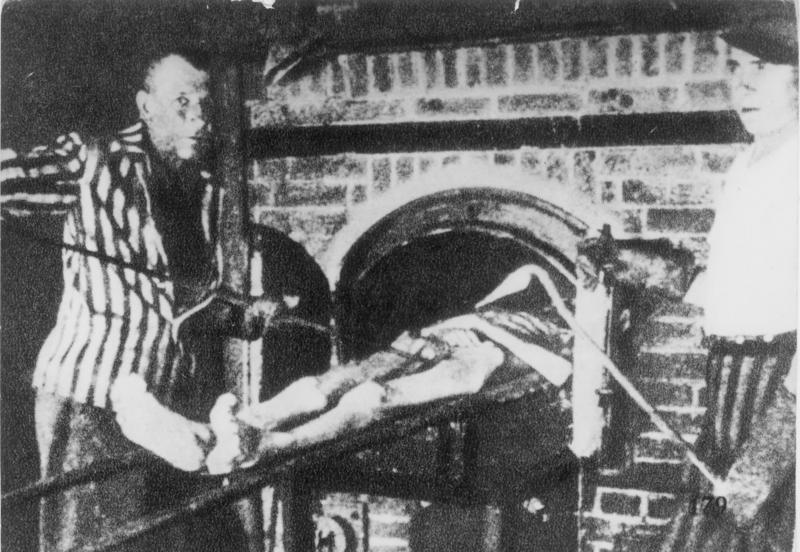
Krematórium

Az SS a divide et impera módszert alkalmazta a táborrend fenntartása érdekében. Kineveztek néhány foglyot ellenőrnek bizonyos feladatokra (funkciós fogoly) és így tették hatékonyabbá a tábor működtetését. Aszerint, hogy milyen területen és milyen feladatra nevezték ki az illetőt, különböző hatalmat gyakoroltak. A dolgozó fegyencek és az SS-parancsnokok között álltak a hierarchiában.
A funkciós foglyok (kápók) általában kemények voltak. Szigorúan ellenőrizték a rendet és a tisztaságot a barakkokban. Kisebb vétségeket is mereven büntettek, mivel ha nem végezték elég jól a feladataikat, elvesztették a státuszukat. Ilyenkor a társaik bosszújától is félniük kellett. Különösen rettegett kápó volt például egy Meansarian nevű, akit az amerikai katonák lelőttek a tábor felszabadítása után.
A tábor a 12 év alatt mindvégig elsősorban politikai táborként működött. Kizárólag politikai fegyencek töltötték be ezeket a beosztásokat, általában olyanok, akik már a kezdetektől lakói voltak a tábornak. Más táborokban közönséges bűnözők, legtöbbször súlyos bűncselekmények miatt elítéltek is kaptak hatalmi pozíciókat. Stanislav Zámečník is funkciós fogoly volt.
Az utolsó funkciós fogoly Oskar Müller, a kommunista párt tagja és későbbi hesseni munkaügyi miniszter volt. Johannes Maria Lenz pap jelentése szerint neki sikerült két foglyot követként kiküldeni az amerikai hadsereghez. Attól féltek, hogy likvidálni fogják őket még a felszabadítás előtt. Az amerikaiak ezért először a dachaui tábort szabadították fel, mielőtt bevonultak Münchenbe, a tartományi fővárosba.
A háború utáni eljárások során néhány funkciós foglyot is bíróság elé állítottak, például 1960-ban Karl Kappot.

#### Fogolycsoportok

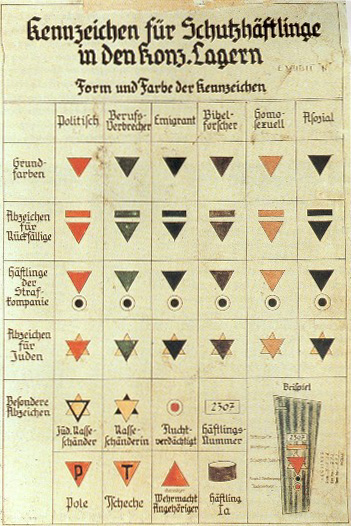
Ismertetőjeleket ábrázoló SS-tantábla

Loritz parancsnok rendszeressé tette a külső megkülönböztetőjelek alkalmazását. Minden őrizetes egyenruhájára rávarrtak egy kis szövetből készített háromszöget, amit szögletnek hívtak. A különböző színek mutatták, hogy milyen okból tartóztattak le egy fogvatartottat:
- piros: politikai fogoly
- zöld: büntetett előéletű
- kék: emigráns
- ibolyakék: bibliakutató (Jehova tanúi)
- rózsaszín: homoszexuális
- fekete: aszociális
- sárga csillag: zsidó származású

A kategóriákat rugalmasan használták. Tudták, hogy egy őrizetes jelzéseivel összefügg, hogy mennyire kerül hátrányos helyzetbe a társaival szemben, illetve milyen bánásmódban részesül az őrök részéről. Például a rózsaszín és a fekete jel fokozott diszkriminációt jelentett a táborban. A politikai foglyoknak általában jobb volt a helyzete.
Alkategóriák is voltak. Az ismételt fogva tartást, a szökésgyanút, a táboron belüli feladatot, a büntetőszázadhoz való tartozást és az állampolgárságot is ránézésre fel lehetett ismerni. A csoportjeleken kívül minden fogolynak volt egy száma, amit szintén rávarrtak a ruhára. Az első sorozat 1-től 37 575-ig terjedt. 1933. március 22-étől 1940. március 31-éig használták ezt a számozási módot. A második sorozat, ami 1940. április 1-jétől 1945 áprilisáig volt használatban, 1-től 161 896-ig terjedt. Azért magasabb ez a szám az előzőnél, mert akkor már főleg tranzittáborként üzemelt Dachau.

#### Terminológia

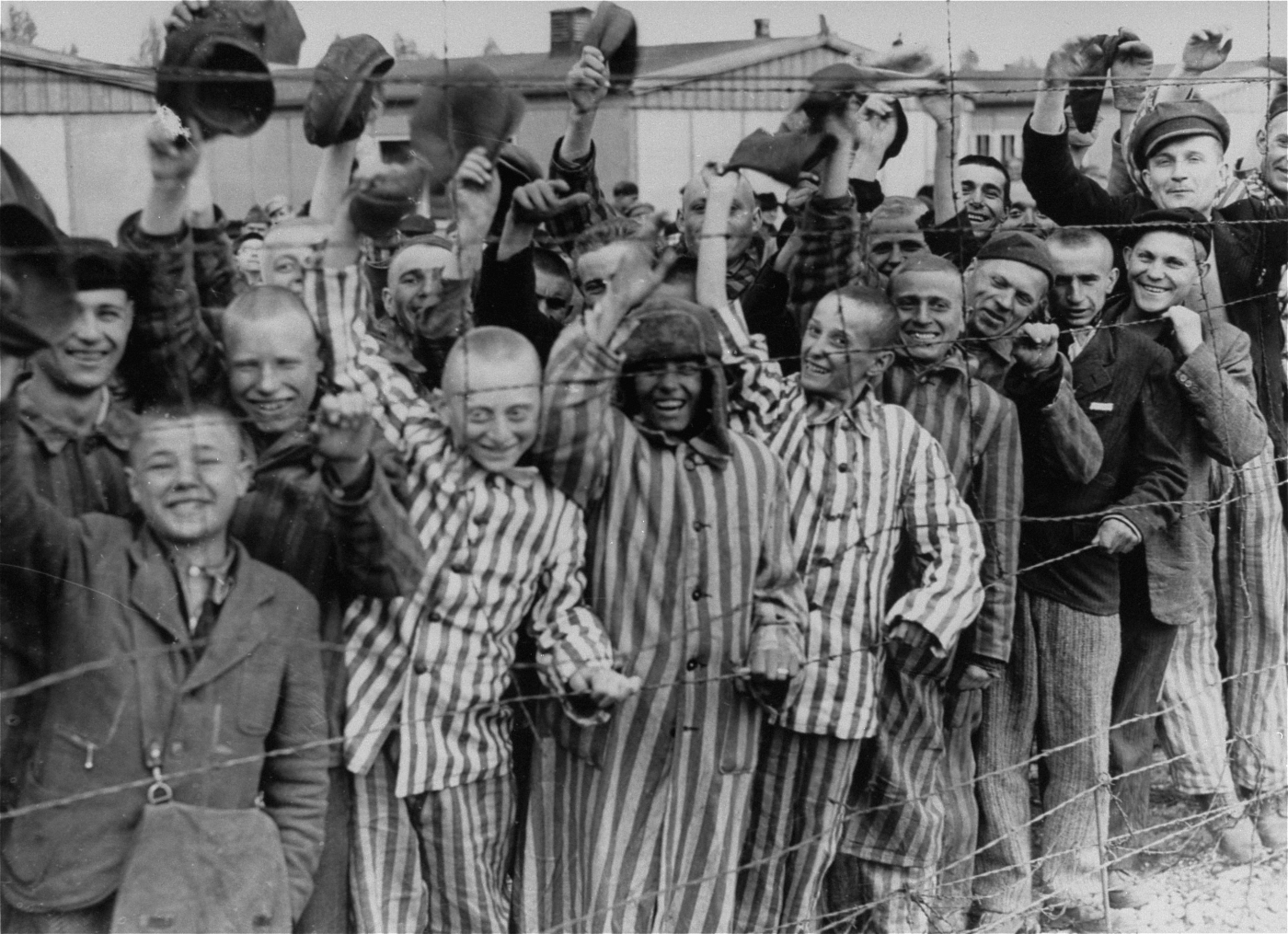
A felszabadítás pillanatai

A belső levelezésekben használta az SS a KL rövidítést. Számos újságcikkekben is ez szerepelt. Eugen Kogon szemtanú szerint a nyilvánosság előtt inkább a KZ rövidítést használták, mert ez keményebben hangzott. Így lett szokás a KZ-rövidítés, mert minden tábor SS-kontroll alatt állt.
A hivatalos definíció szerint csak azok a táborok számítottak koncentrációs tábornak, amelyek az SS parancsnoksága alá tartoztak. Az SS ilyen helyeken önkényesen és felügyelet nélkül uralkodhatott. Más táborok, melyek nem tartoztak az ő hatáskörükbe, munkatáborok vagy nevelőtáborok voltak a nemzetiszocialista terminológiában.

### SS-személyzet
A koncentrációs táborok őrzéséért a Totenkopf SS csapatai voltak felelősek, melyeket ezekre a feladatokra hoztak létre. Az SS-táborban laktak, a foglyok tábora mellett. 1939. október 16. és november 1. között állították fel a 3. Totenkopf SS-páncéloshadosztály (SS-Division Totenkopf). Az első parancsnoka Theodor Eicke volt és 1942 márciusában körülbelül 15 000 tagot számlált. Vezetői közül a későbbiekben mintegy tucat tiszt más fegyveres SS-hadosztály vagy hadtest parancsnoka lett.

#### A feladatok felosztása
Összesen öt osztályba sorolták a feladatokat. A szigorú hierarchia miatt vált lehetségessé oktatást és versenyt rendezni a rendszeren belül. Az öt osztály még az SS-őrökkel egészült ki.
I. osztály: adjutánsság
A parancsnokság volt a legmagasabb instancia. A parancsnok az egész SS-személyzet főnöke volt. Ezen az osztályon történt a posta cenzúrázása is.
II. osztály: tábori Gestapo
A hírhedt politikai osztály elég önállóan működött. Itt döntették el, hogy ki kerüljön a táborba és kit engedjenek szabadon, mint ahogy a büntetésekről és kivégzésekről is itt hoztak döntést. Ennek az osztálynak a vezetője mindig az SS biztonsági szolgálat (Sicherheitsdienst Reichsführer-SS), a Gestapo vagy a bűnügyi rendőrség tagja volt. A második osztály a foglyok rettegett kihallgatásáért is felelős volt. További feladat volt a foglyok képes kartotékjainak vezetése és az újonnan érkezett személyleírások, valamint az ujjlenyomatok regisztrációja is. Azt is itt jegyezték be, hogy melyik fogoly szökött meg vagy halt meg.
III. osztály: a „védőőrizeti tábor” vezetése
A „védőőrizeti tábor” vezetője egyúttal a tábor parancsnokhelyettese is volt. Az ő feladatai közé tartozott a levelezés a fölé- és alárendelt hivatalokkal, főnöke volt a jelentésvezetőknek (Rapportführer), a blokkvezetőknek és a parancsvezetőknek, akik ellenőrizték a kényszermunkát a fő- és a melléktáborokban. A foglyok és a kápók felett is rendelkezett. A kápók között működtették azt az értékelési rendszert, ami alapján feljebb vagy lejjebb kerülhettek a hierarchiában.
IV. osztály: adminisztráció
A negyedik osztályban szervezték az ruházati- és élelmiszerellátást. Itt kezelték a foglyok elkobozott tulajdonát is.
V. osztály: egészségügyi osztály
Az ötödik osztály tagjai orvosok és ápolók voltak. Az új foglyok táborba kerülésekor ellenőrizték azok egészségi állapotát. Később a foglyok számára a kórházba való szállítás gyakran egyenlő volt a halállal. Halálos injekciók, orvosi kísérletsorozatok és szükségtelen műtétek is előfordultak itt. A tábori orvos a gyilkosságok után kitöltötte a halotti bizonyítványt, amely szerint mindig természetes volt a halál oka. A halottak közvetlen elhamvasztását is a tábori orvos végeztette el. Egyben az SS-személyzet orvosa is volt.
SS-Totenkopfwachsturmbann
Ez a csoport volt a koncentrációs tábor valódi őrcsapata. Feladata a tábor külső biztosítása volt, de a belső területen is alkalmazták őket. A hivatalos kivégzéseken gyakran ők voltak a hóhérok.

#### A tábor parancsnokai
- Hilmar Wäckerle volt az első parancsnok. 1933 márciusától 1933 júniusáig töltötte be ezt a pozíciót. Azelőtt jószágigazgató volt és az SS tagja. A müncheni államügyészség kivizsgáltatott három gyilkosságot, amelyek 1933. április 12-én történtek a táborban. Ezután fosztották meg a rangjától.
- Theodor Eicke 1933 júniusától 1934. július 7-éig volt a tábor második parancsnoka. Azelőtt SS-Oberführer, utána az IKL vezetője.
- 1934. december 6-án Himmler kinevezte az SS-Oberführer Alexander Reinert. Először szabadságra ment, amig „rossz viselkedése”[76] miatt előző munkahelyéről elbocsátották. Gyakorlatilag nem lett parancsnokként véglegesítve.[77]

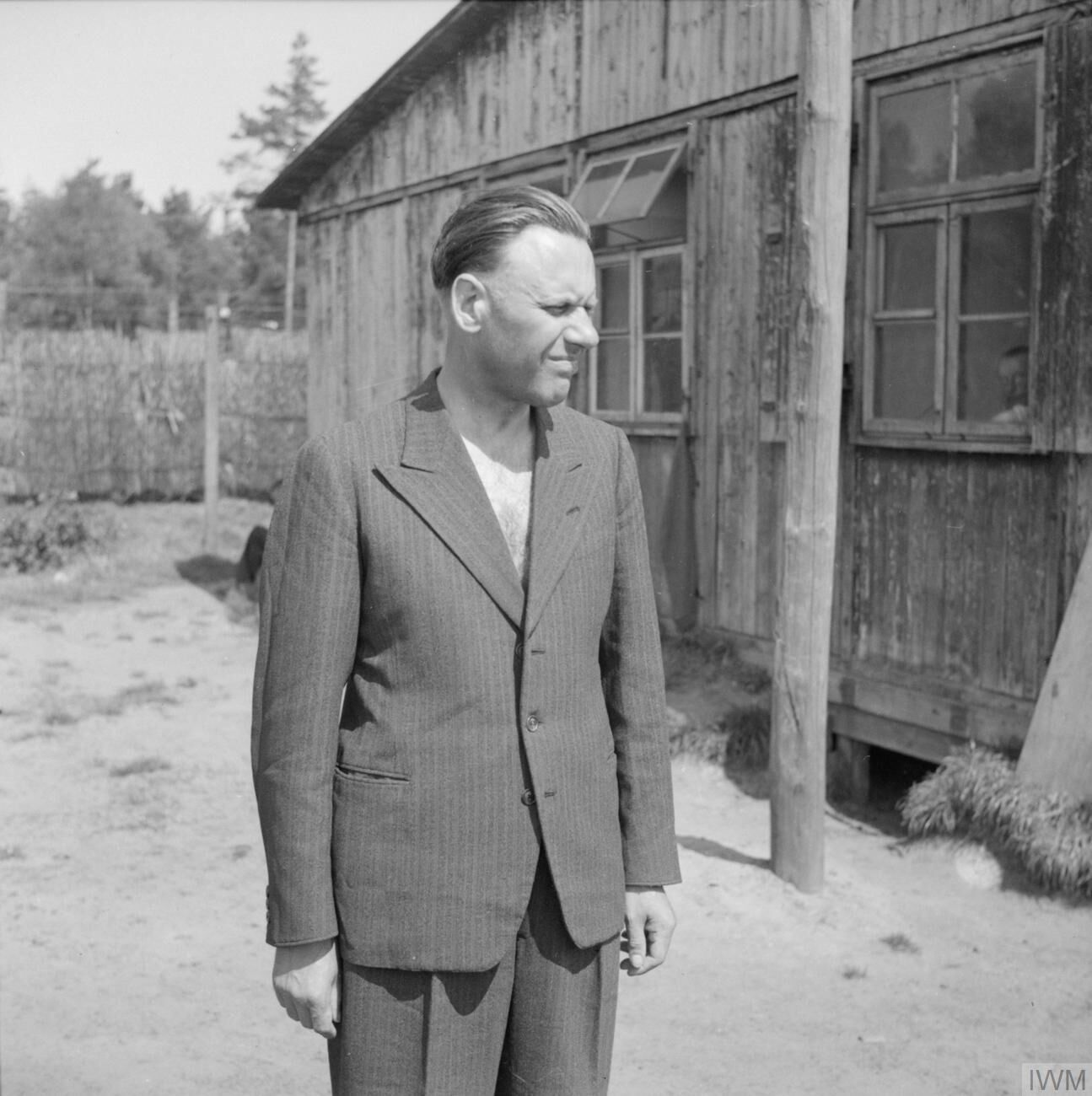
Alexander Piorkowski egy brit internálótáborban, 1945-ben

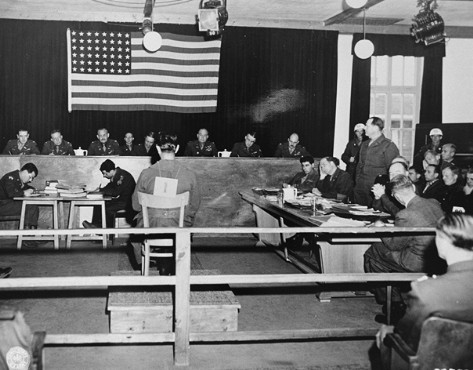
Martin Weiss a bíróság előtt, 1945-ben

- Heinrich Deubel, aki éppúgy SS-Oberführer volt, 1934. december 10-étől lett a tábor parancsnoka.
- Hans Loritz következett 1936. április 1-jén. Őt is elbocsátották, majd később a sachsenhauseni koncentrációs tábor parancsnoka lett.
- Alexander Bernhard Hans Piorkowski 1940. április 19-étől 1942 szeptemberéig volt ebben a pozícióban.
- Martin Weiss 1942. szeptember 1-jétől 1943. október 31-éig vezette a tábort. Azután a majdaneki megsemmisítő tábor parancsnoka lett.
- Eduard Weiter 1943. november 1-jétől 1945. április 26-áig volt a dachaui tábor utolsó parancsnoka.[4]
- Heinrich Wicker Untersturmführer adta át a tábort az amerikai csapatoknak.[78] A még csak 23 éves Wicker vezette a tábort akkor is, amikor a parancsnoki személyzet elmenekült. Már a bruttig-treisi külső táborban dolgozott és a hessentali halálmeneten is jelen volt.

A politikai osztály vezetői:
- Johann Kick 1937-től 1944 szeptemberéig volt a politikai osztály vezetője.
- Otto Kloppmann 1944-től 1945-ig követte őt.

### Halálesetek száma
A hivatalok okmányai és az utolsó a nemzetközi keresőszolgálat (ITS) által elvégzett kutatások mintegy 32 009 halálesetet bizonyítanak, de mivel az SS nem regisztrálta az összes eseményt, valójában ez a szám sokkal magasabb lehet. A Das war Dachau című könyvében Zámečník leírja, hogy milyen haláleseteket nem jegyeztek:
- Az 1941 és 1942 között kivégzett orosz hadifoglyok száma nem ismeretes, körülbelül 4000 áldozatra becsülhető.[80]
- 1942-től nem regisztrálták a zsidó, 1943 októberétől pedig a lengyel és az orosz foglyok haláleseteit.
- A külső csoportokban és a melléktáborokban történt elhalálozások jegyzéke sem teljes. 1181[80] főt kellene még hozzáadni, de az ITS ezeket nem dokumentálta.
- 1945. február 12-én megszűnt a krematórium, a halottakat tömegsírokban helyezték el a leitenbergi és a Waldfriedhofi temetőben. Őket 1955 és 1959 között exhumálták. Zámečník szerint az ITS mintegy 880 emberrel kevesebb halálesetet jelentett.
- Az összesen rögzített halálesetből (32 099) hiányoznak a „különleges bánásmód” (Sonderbehandlung) alatt álló foglyok kivégzései. A Gestapo által beszállított rabok számát több száz emberre becsülik.

A szállítások közben bekövetkezett halálesetek:
A Dachauba tartó vonatokon elhunyt személyek száma nem ismert. Úgy becsülik, hogy csak a compiègne-i szállítás közben 891 ember halt meg.
A Dachauból történő elszállítások során az alábbi elhalálozások nem szerepelnek:
- 1944-ben 2177 munkaképtelen zsidó foglyot deportáltak Auschwitzba,[80] míg novemberben 150[80] beteg fogvatartottat szállítottak a hartheimi gázkamrába. Zámečník szerint az ITS mauthauseni fogolyként dokumentálta őket.
- Az úgynevezett rokkantszállításokkor mintegy 1000 személyt vittek Majdanekbe[80] és 1400 foglyot a bergen-belseni koncentrációs táborba,[80] ahol megölték őket.

Zámečník szerint a dachaui tábor területén történt halálesetek száma 41 566, amely még mindig nem teljes. A ténylegesen elhunytak számát továbbra is csak becsülni lehet.

## Nevezetes foglyok

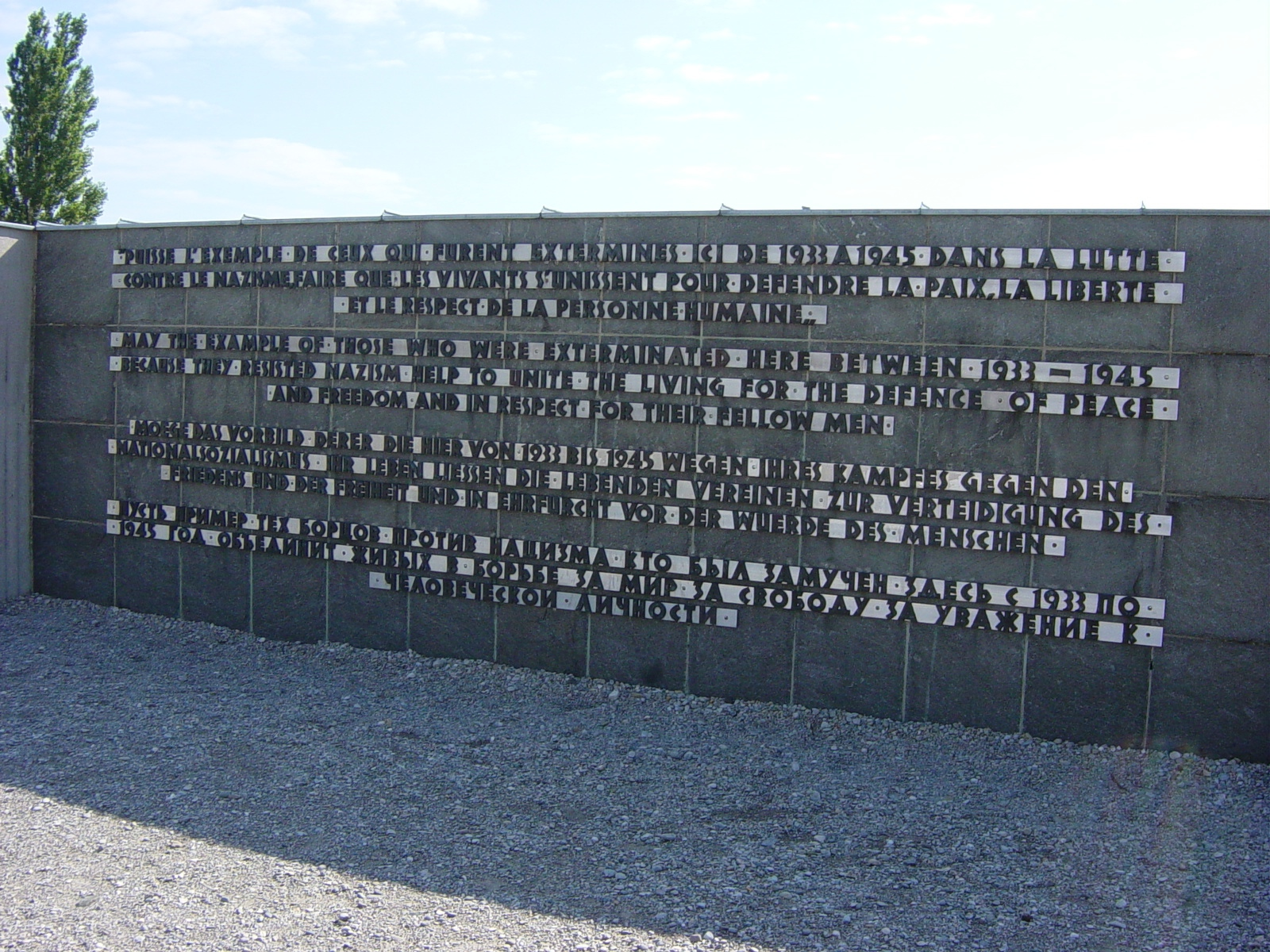
Egy emléktábla a dachaui táborban

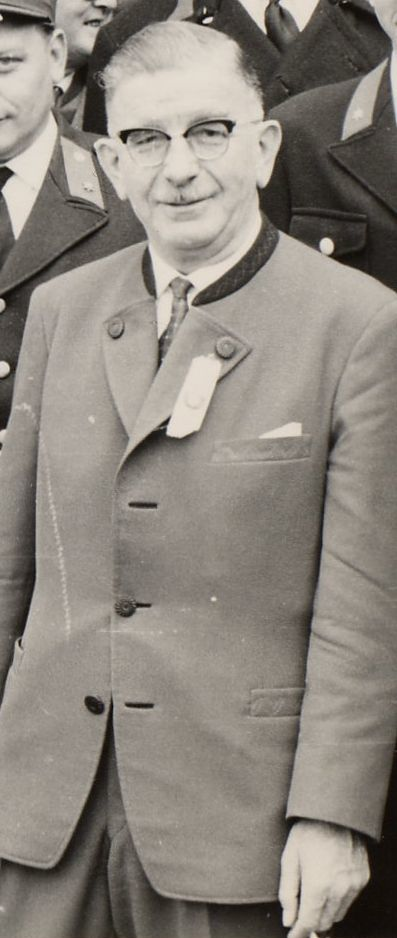
Leopold Figl

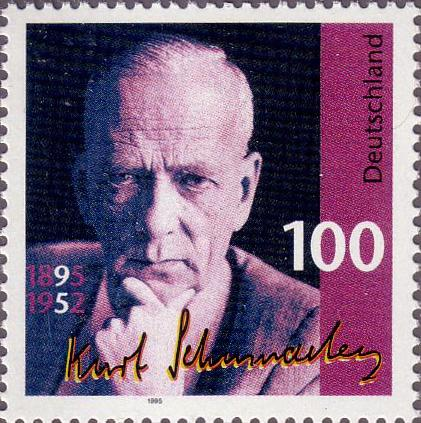
Kurt Schumacher

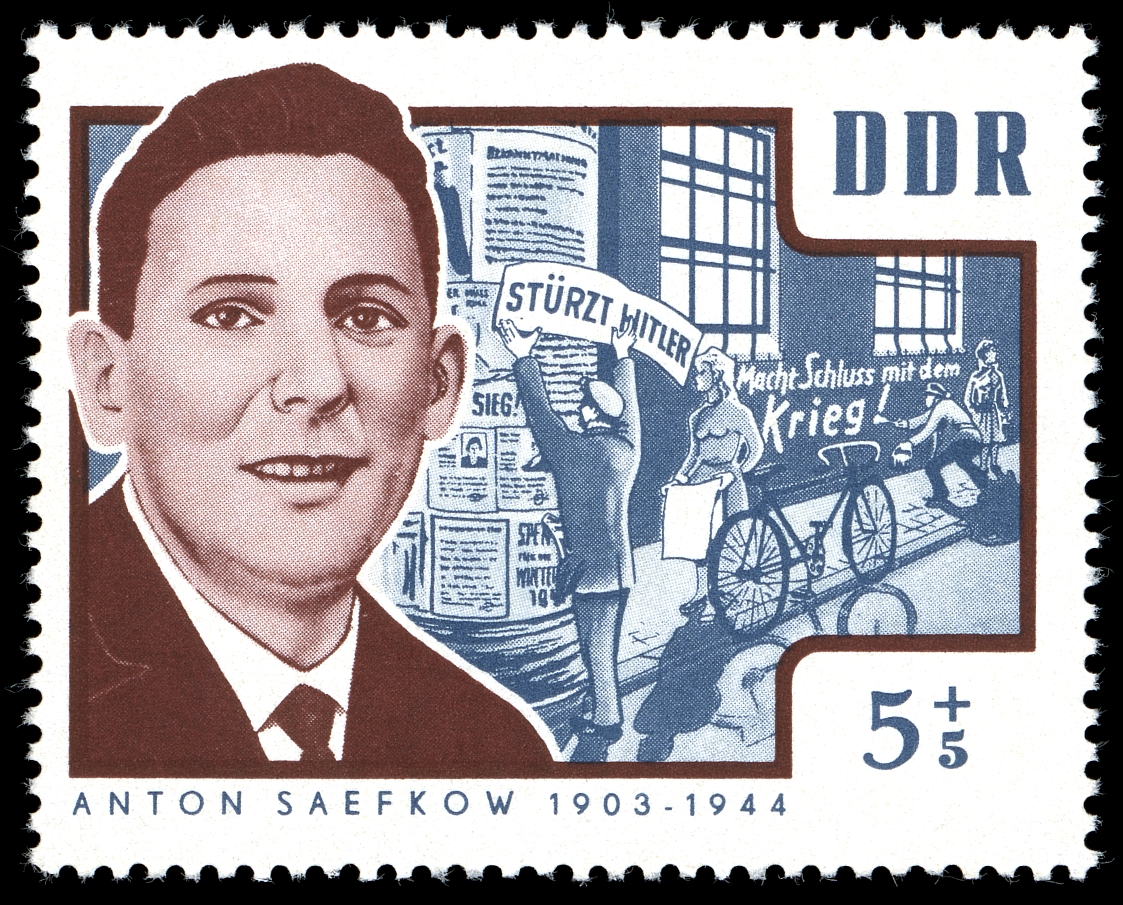
Anton Saefkow

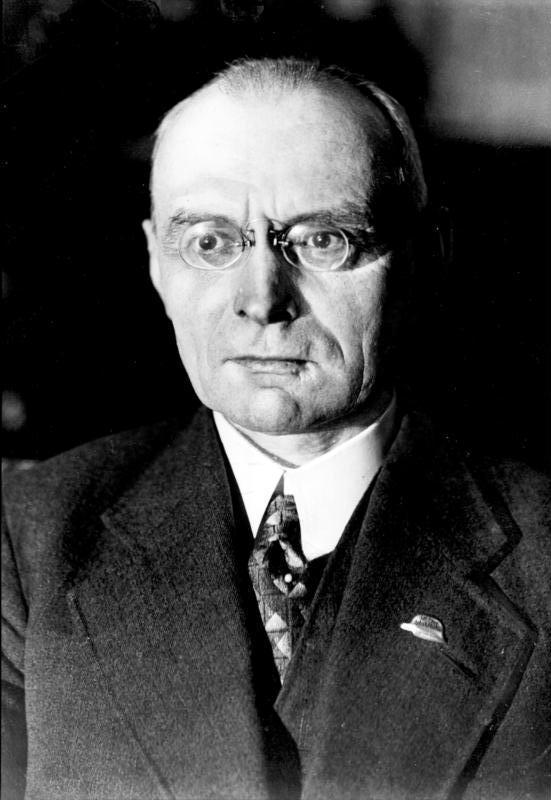
Freiherr Alexander von Falkenhausen

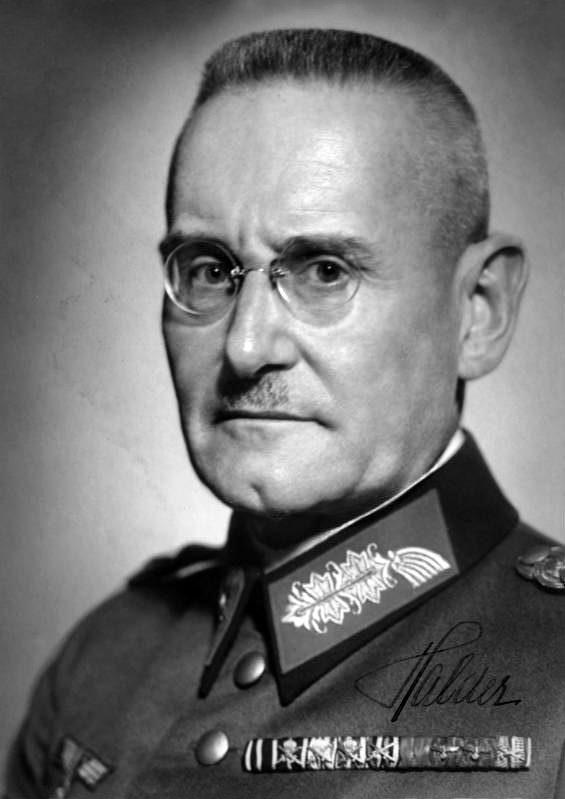
Franz Halder

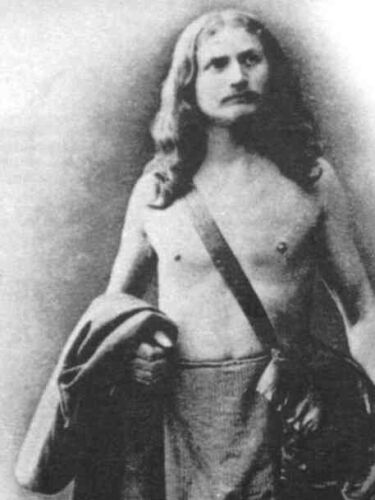
Gustaf Nagel

Összesen több mint 200 000 embert deportáltak a dachaui táborba.
Számos híres embert is itt tartottak fogva. Közöttük voltak polgármesterek, helyi politikusok és parlamenti képviselők minden ellenzéki pártból. Sok jelentős írót és kiadót is elhurcoltak a táborba, ezenkívül ismert zenészek, komponisták, jogászok is voltak köztük. Dachau központi gyűjtőhelye volt az egyházi fegyenceknek, lelkészeknek is.
Néhány a híres fogvatartottak közül:
Politikusok:
- Alfred Maleta 1938-tól 1941-ig volt internálva. Valószínűleg Figllel és Gorbachhal együtt itt tervezték az Osztrák Néppárt alapítását.
- Alfons Gorbach 1938–1942, majd 1944–1945 között volt Dachauban. 1961–1964 között ő volt Ausztria szövetségi kancellárja.
- Alfred Andersch, kommunista író, aki 1933-ban 6 hónapig volt a táborban.
- Edmond Michelet, francia katolikus politikus 1943 és 1945 között élt a táborban. A felszabadítás után a Comité International de Dachau egyik alapító tagja lett.
- Emil Carlebach 1937-ben érkezett a táborba, 1938-ban átszállították Buchenwaldba.
- Ernst Heilmann, német SPD-politikus és jogász.
- Franz Olah 1939 és 1945 között volt a táborban. Később Ausztria belügyminisztere.
- Gábori György, magyar szociáldemokrata politikus, 1944-ben került a táborba.
- Gustav Steinbrecher 1936 júniusától 1939 szeptemberéig volt Dachauban, utána átvitték a mauthauseni táborba, ahol 1940. január 30-án meghalt. Az SPD tagja és a braunschweigi tartomány minisztere volt.
- Hans Beimlert 1933. április 25-én tartozták le, de 1933. május 8–án éjszaka megszökött.
- Heinrich Bußmann, az SPD tagja és az NSDAP politikai ellenfele.
- Hermann Langbein, osztrák kommunista politikus és történész több koncentrációs táborban volt. 1967-ben megkapta a Világ Igaza kitüntetést.
- Johann Staud 1938-tól volt a dachaui táborban, később Flossenbürgbe vitték, ahol 1939-ben meghalt.
- Johannes Zieger alias Jean Zieger, antifasiszta és ellenálló.
- Josef Felder, augsburgi politikus, aki a Reichstag, majd később a Bundestag tagja lett.
- Josef Römer és Anton Saefkow antifasiszta ellenállók.
- Kurt Schumacher először 1935 júliusától 1939-ig élt a dachaui táborban, ekkor átszállították Flossenbürgbe. 1940 március 16-án visszakerült, majd 1943-ban súlyos betegen engedték szabadon.
- Kurt Schuschnigg az itteni táboron kívül a flossenbürgi és sachsenhauseni koncentrációs tábor foglya is volt.
- Léon Blum, francia író és jogász, majd szocialista politikus és miniszterelnök.
- Leopold Figl 1938 és 1943 között volt a tábor lakója. A háború után Ausztria kancellárja lett.
- Maximilian Ronge, osztrák politikus 1938-ban volt Dachauban.
- Nikolaos Zachariadis, a görög kommunista párt (KKE) főtitkára, 1941–1945-ben raboskodott itt.
- Oskar Müller 1939 és 1945 között volt a táborban. A Comité International de Dachau egyik alapító tagja a Bundestag kommunista frakció tagja is volt.
- Otto Thielemann, az SPD tagja és újságíró, a braunschweigi parlament képviselője 1936 júliusától volt a táborban, ahol 1938. március 17-én megölték.
- Rudi Arndt, zsidó és a kommunista ifjúsági szervezet (KJVD) tagja. A buchenwaldi koncentrációs táborban ölték meg.
- Yves Lejarre, francia ellenállási harcos, vasutas, 1945. március 31-én hunyt el.[82]
- Viktor Matejka 1938-ban került ide, majd később a flossenbürgi táborba deportálták.

Írók:
- Carl Albert Fritz Gerlich, német újságíró és a Der gerade Weg („Az egyenes út”) című folyóirat kiadója, 1933. március 9-étől volt a dachaui táborban, ahol 1934. június 30-án halt meg.
- Fritz Grünbaumt, osztrák kabarettistát, költőt és rendezőt 1938. május 24-én hurcolták ide. Átmenetileg Buchenwaldba került, de 1941. január 14-én itt halt meg.
- Fritz Löhner-Beda, osztrák liberális író. 1938. április 1-jétől 1938. szeptember 23-áig volt itt, de 1942. december 4-én az auschwitzi koncentrációs táborban halt meg.
- Grün Albert, magyar rabbi és sémi filológus, 1945. március 15-én hunyt el.
- Heinrich Eduard Jacob, német-amerikai író és újságíró 1938. április 1-jétől 1938. szeptember 23-áig volt Dachauban, majd a buchenwaldi táborba került.
- Julius Zerfaß, 1933–1934-ben volt a tábor foglya. Svájcba szökött, majd Walter Hornung álnéven 1936-ban kiadta Dachau – Eine Chronik című könyvét.
- Pfeiffer Izsák, magyar rabbi és költő.
- Szász Péter, Balázs Béla-díjas magyar filmrendező, forgatókönyvíró és dramaturg.

Zenészek és komponisták:
- Hermann Leopoldi, osztrák zeneszerző 1938 áprilisában került a dachaui táborba, majd Buchenwaldba. A Buchenwald-Marsch komponistája.
- Herbert Zipper, osztrák zeneszerző, karmester 1938 májusában érkezett a táborba.
- Robert Dauber, 23 évesen, 1945 márciusában tífusz végzett vele a táborban.

Katonák:
- Alexander von Falkenhausen, tábornok, az SA vezetőségének tagja.
- Charles Delestraint, francia tábornok, lelőtték a táborban.
- Enzo Sereni, olasz születésű, izraelita ellenálló, akit 1944. november 18-án, ebben a táborban lőttek le.
- Franz Halder csak 1945-ben került a táborba. A magas rangú Wehrmacht-tiszt a háború elején minden jelentős stratégiai tervben részt vett, később a Hitler elleni összeesküvésben is.

Különleges foglyok:
- Georg Elser, az 1939. november 8-ai, Hitler elleni merénylet tettese. 1945. április 9-én lőtték le a táborban.
- Hans Litten, jogász, a dachaui táborban halt meg.
- Martin Niemöller, teológus és volt NSDAP-választó 1941-ben került Dachauba.

További foglyok:
- Adolf Ziegler a birodalom képzőművészeti intézetének elnöke
- Albrecht Prinz von Bayern a bajor trónörökös és családja.
- Berend T. Iván történész, egyetemi tanár, az MTA volt elnöke.
- Gáti Ödön, magyar szakszervezeti vezető
- Gustav Nagel, vándorprédikátor, aki politikai nézetei miatt került a táborba 1943-ban.
- Josef Beran, a prágai érseki szeminárium rektora, később bíboros, cseh prímás, prágai érsek.
- Karel Feierabend professzor, a csehszlovák miniszter, Ladislav Feierabend édesapja, 1942-től a tábor legidősebb őrizetese volt (1861-ben született). Egy héttel a felszabadítás után halt meg.

Egykori foglyok emléktáblái és szobrai:

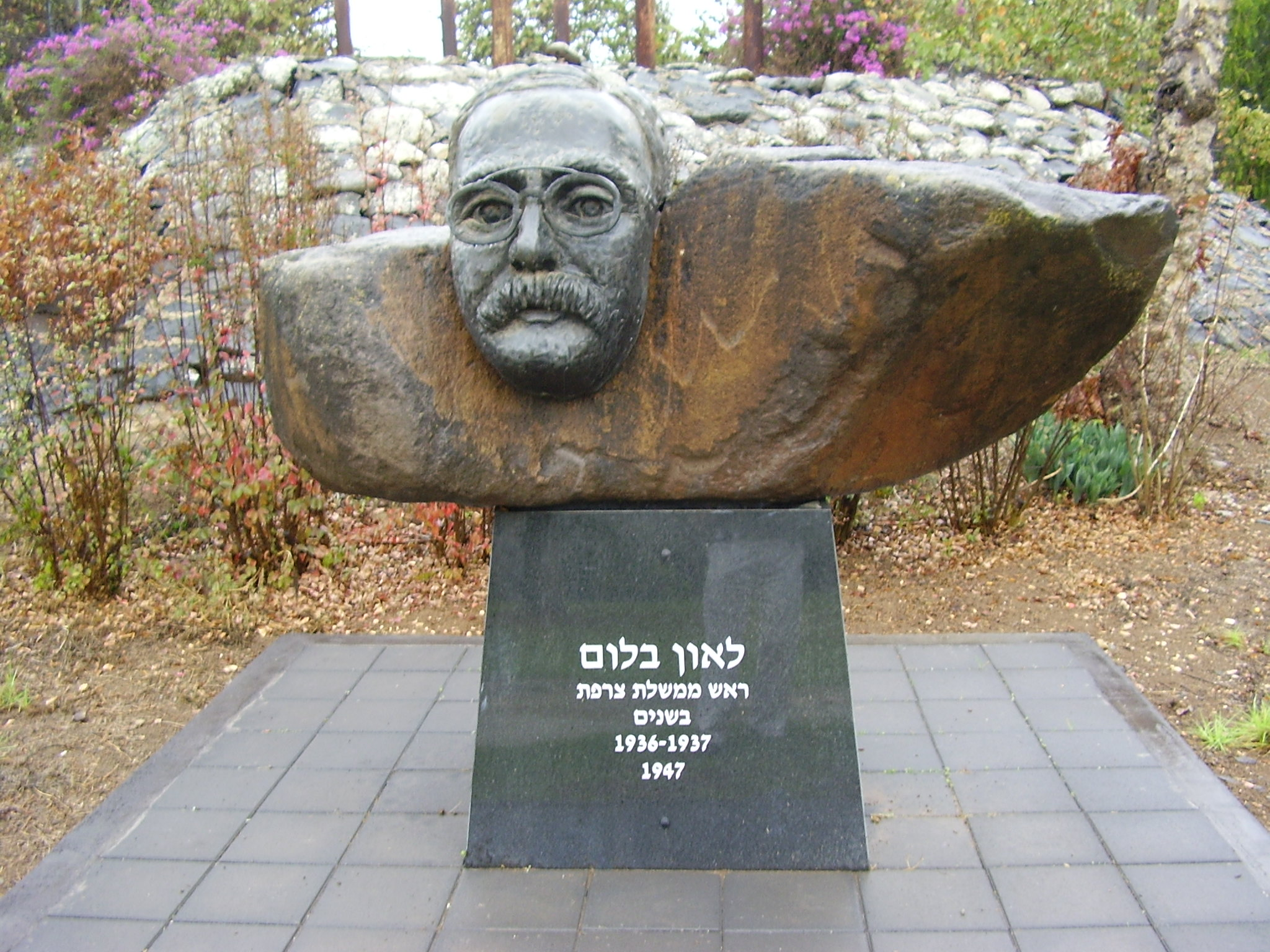
Léon Blum-emlékmű
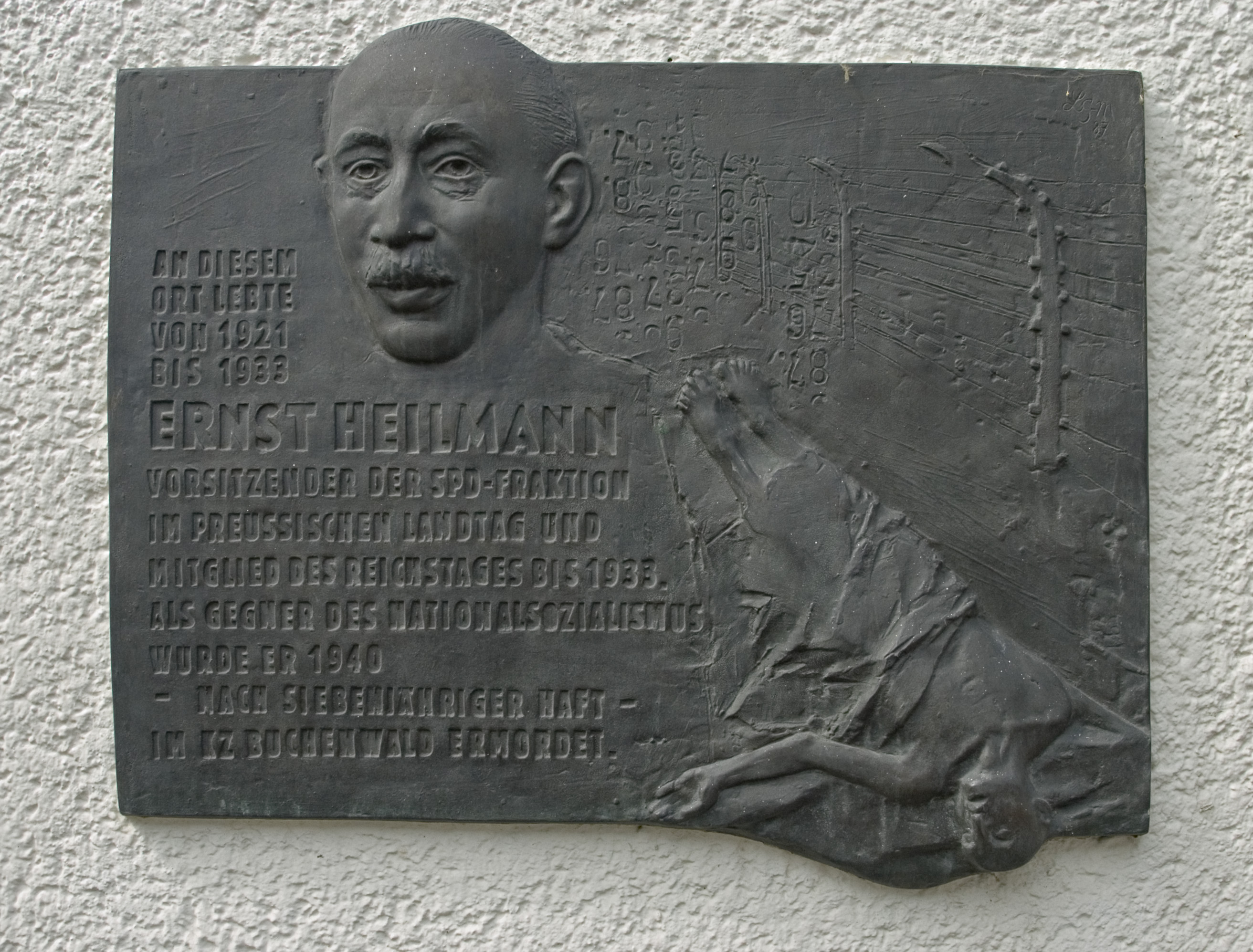
Ernst Heilmann emléktáblája
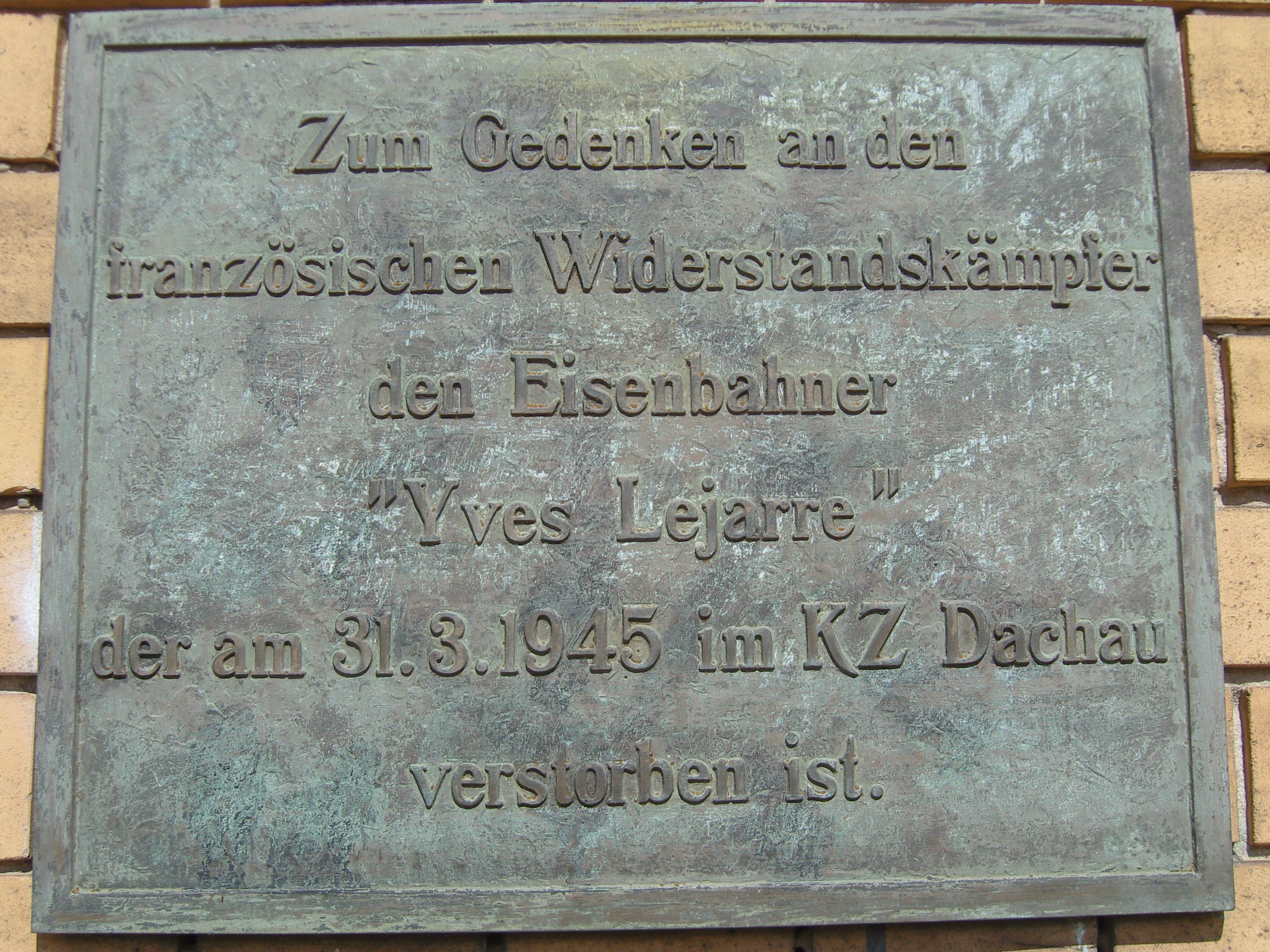
Yves Lejarre-emléktábla
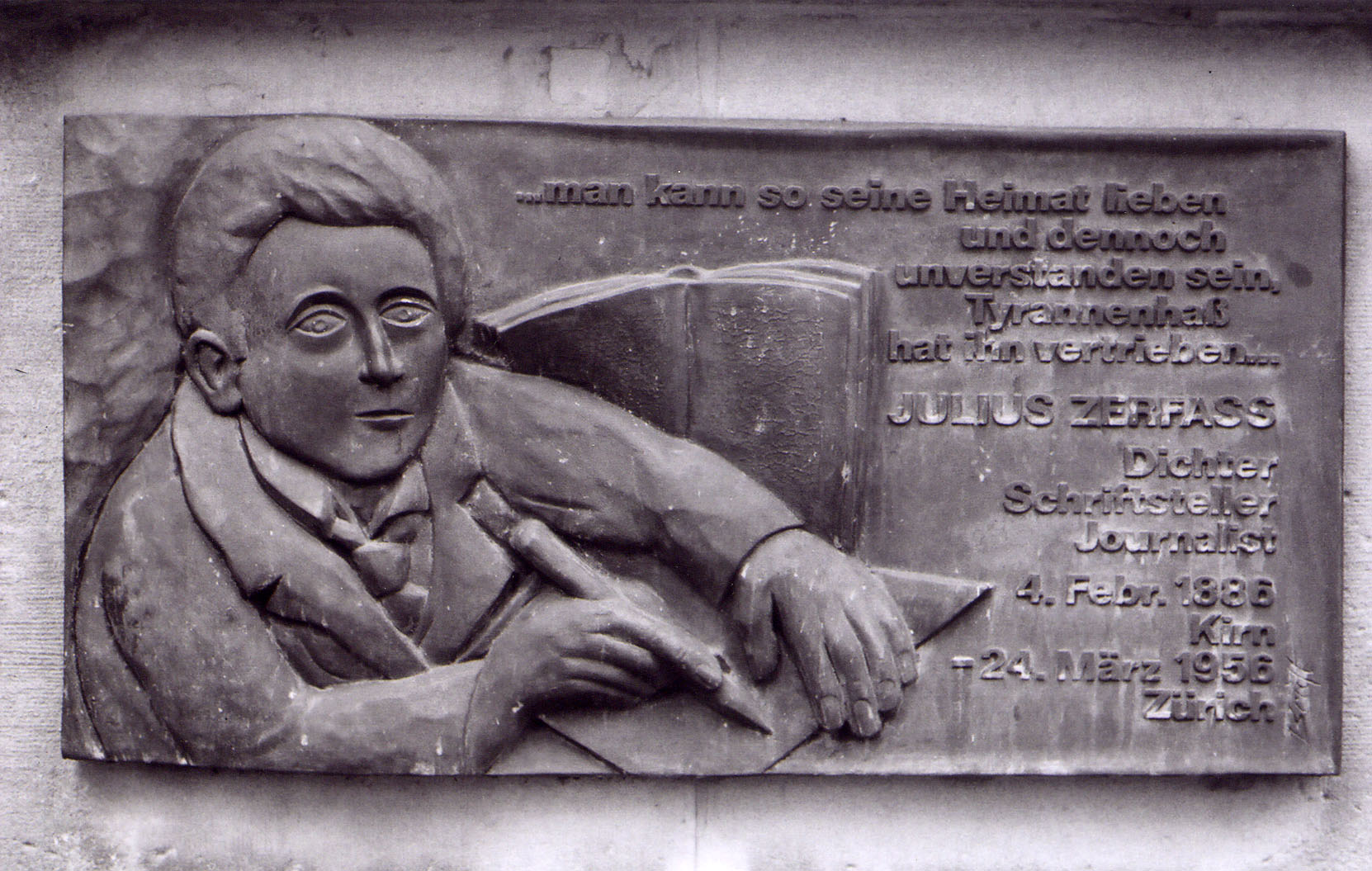
Julius Zerfaß emléktáblája
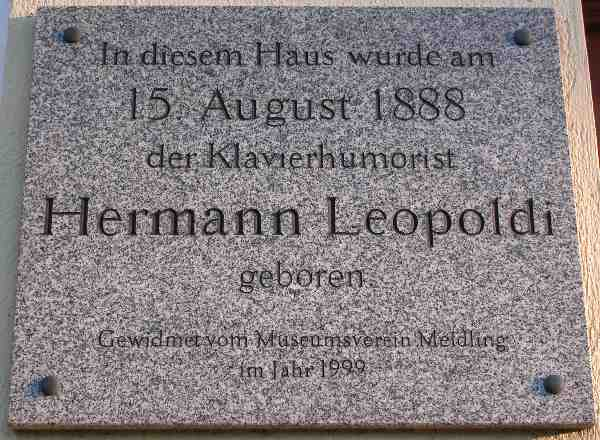
Hermann Loepoldi-emléktábla
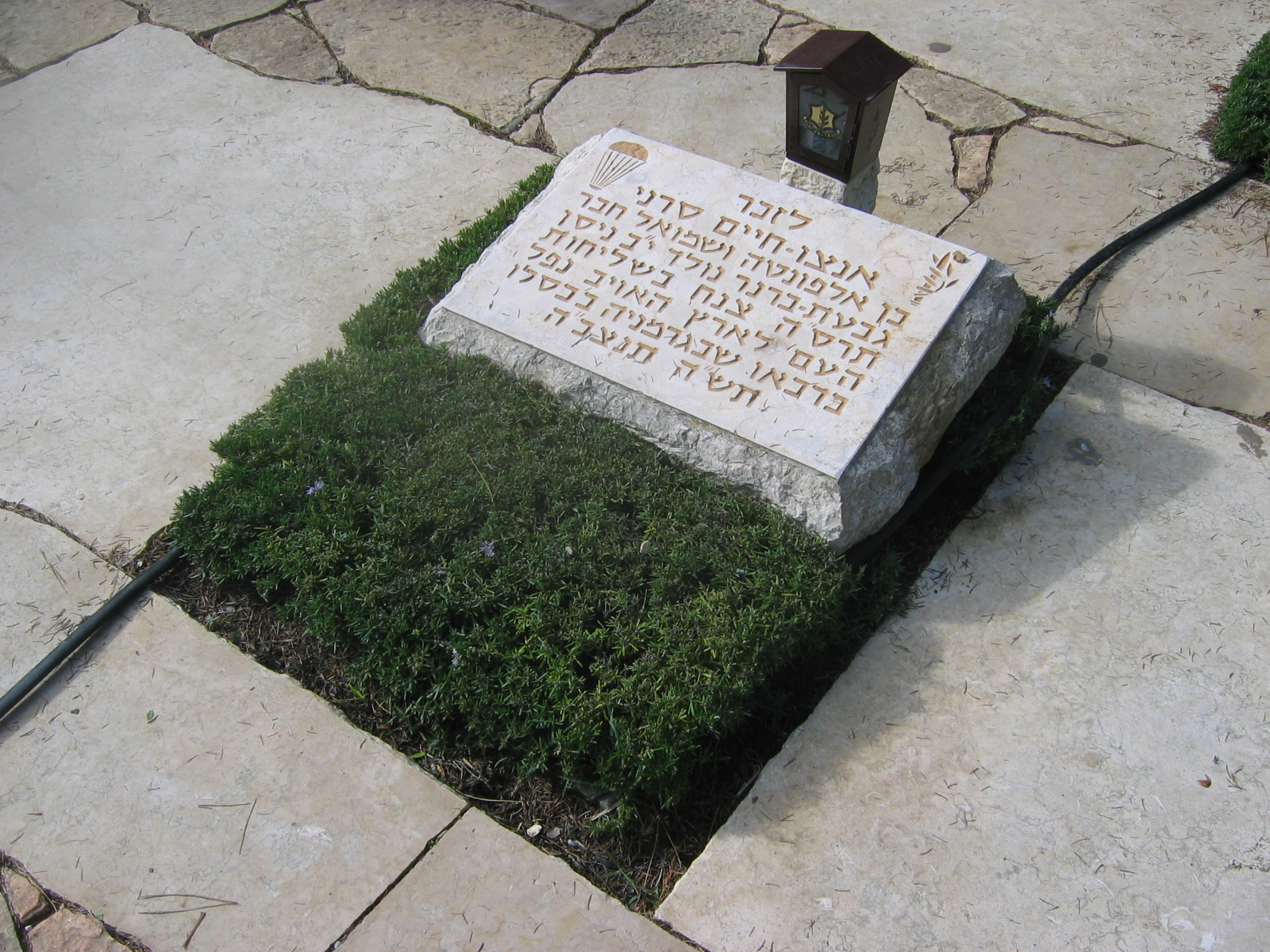
Enzo Sereni-emléktábla

## Az emlékhely

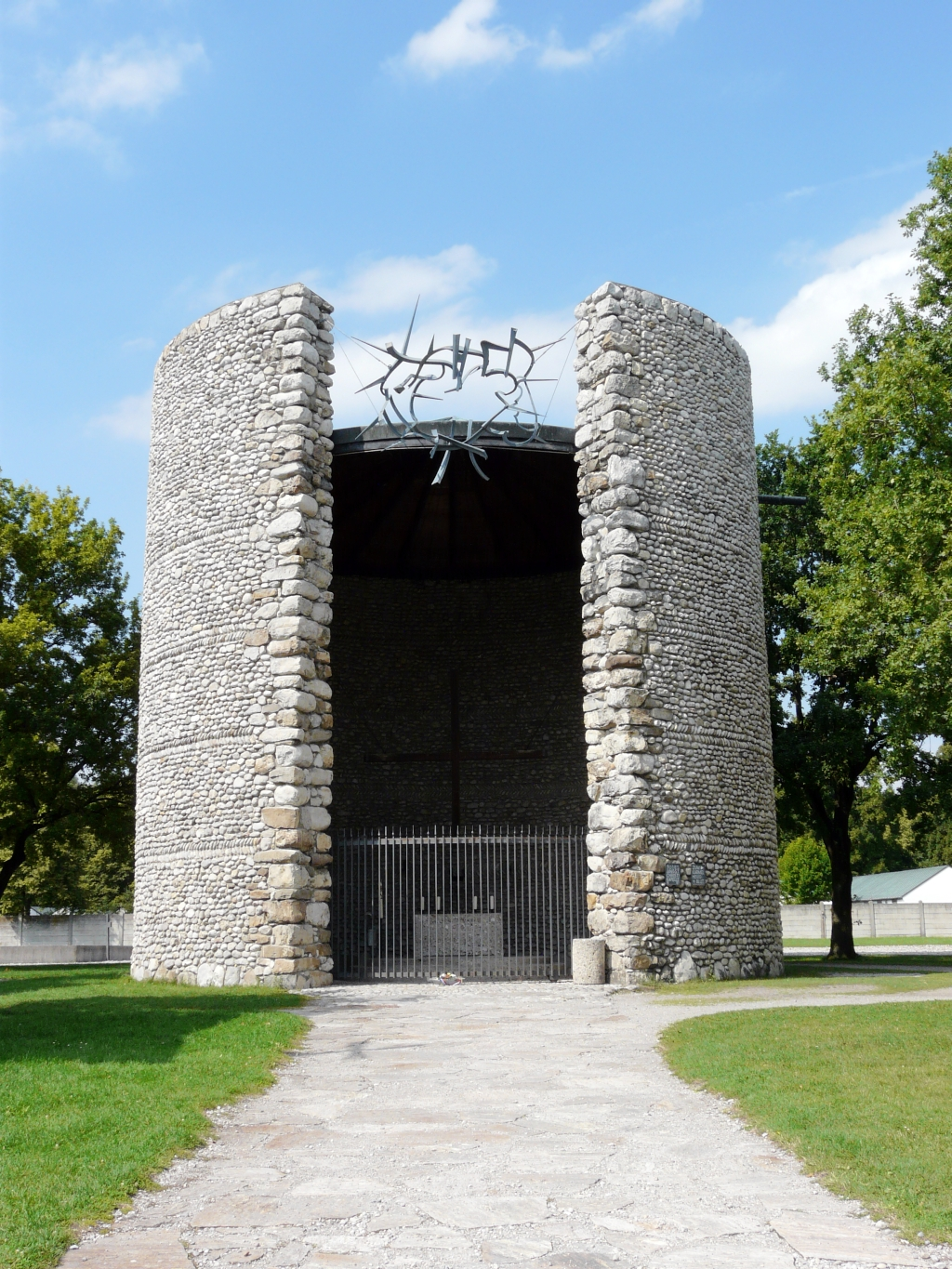
Krisztus Halálfélelme Kápolna

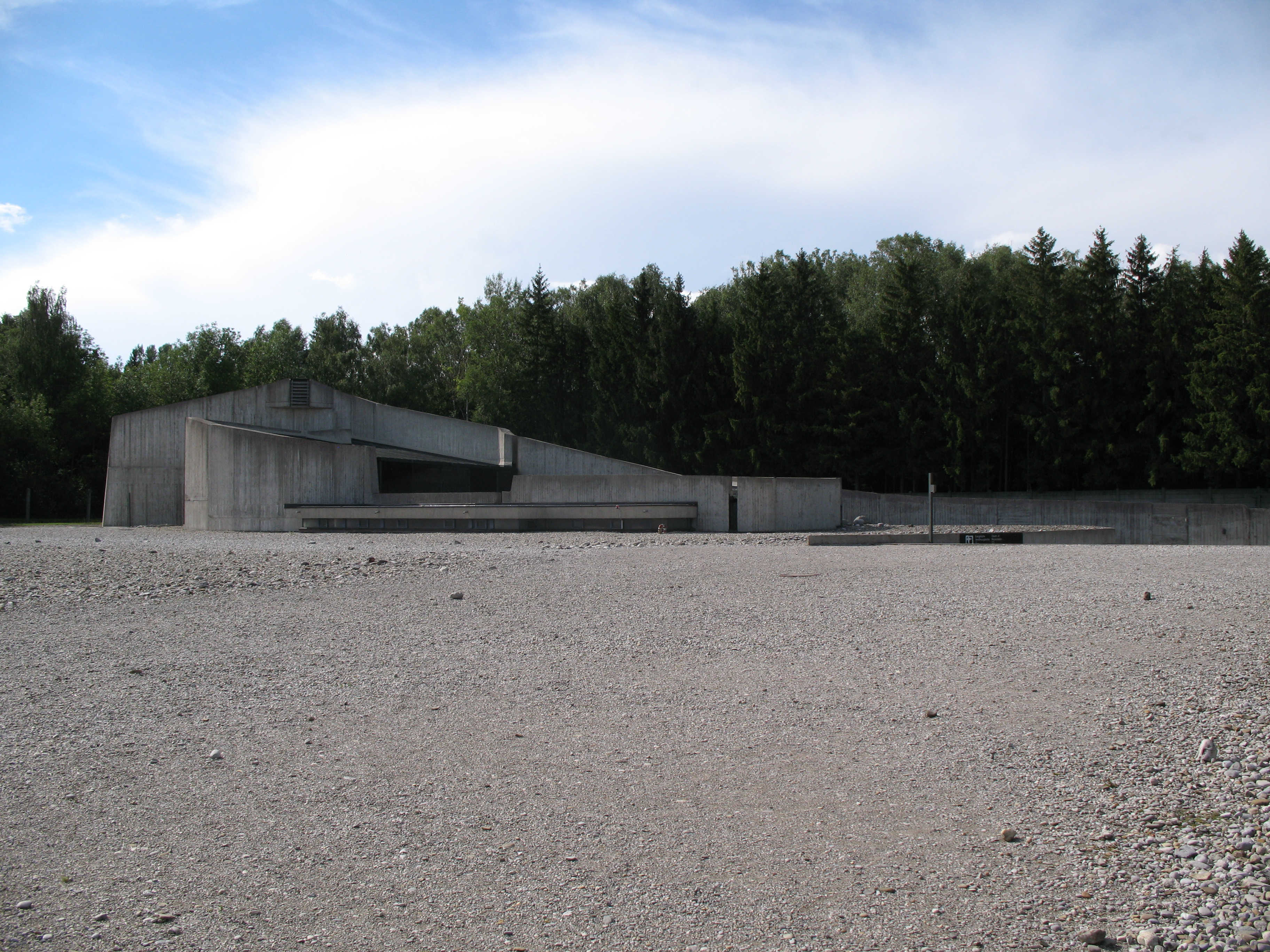
Evangélikus Kibékülési Templom

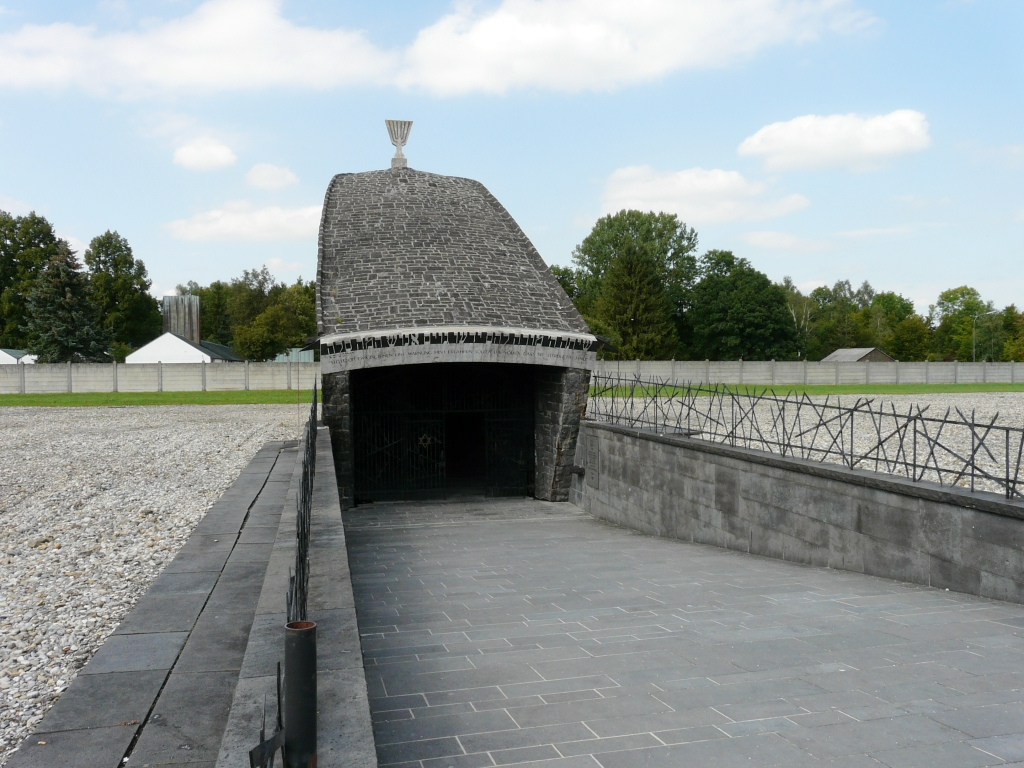
Zsidó emlékhely

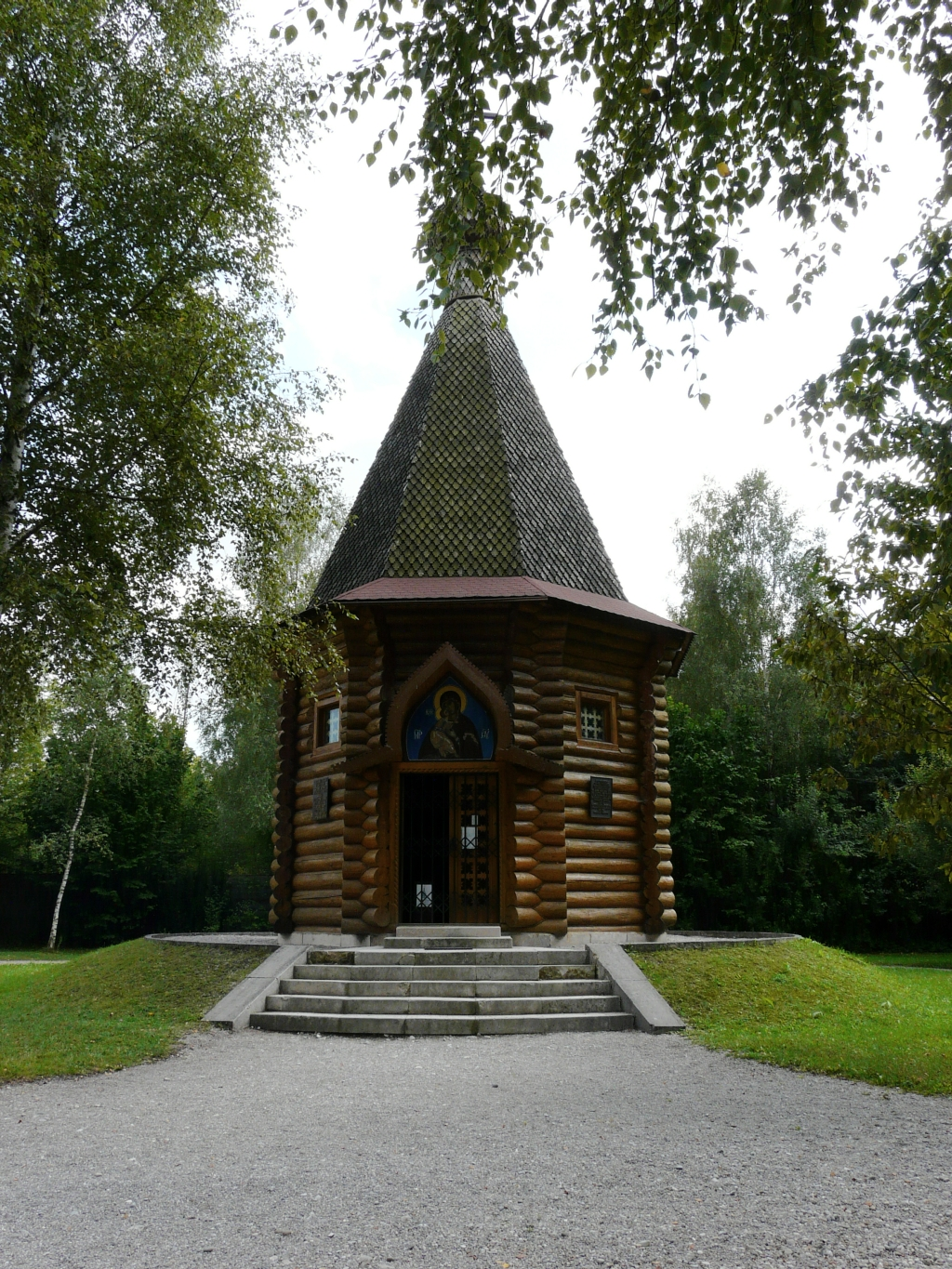
Orosz ortodox kápolna

A háború után a koncentrációs tábor nyilvánosságtól elzárt SS-kaszárnyáit először az amerikai csapatok használták, később a bajor készenléti rendőrség vette át.
1955 májusában, a tábor felszabadításának 10. évfordulóján az egykori foglyoknak nemzetközi találkozót szerveztek.
Emlékműveket először csak a krematóriumnál és a tömegsíroknál terveztek. Az 1960-as években, amikor már se a menekülttáborra, se az amerikai táborra nem volt szükség, kezdődött el a mai emlékhely felépítése. 1955-ben, a dachaui járás közigazgatási vezetője a krematórium lebontásáról döntött, ami akkor nagy visszhangot keltett a közvéleményben. Végül úgy határoztak, hogy emlékhelyet hoznak létre. Ennek a célnak az érdekében a Bajor Ifjúsági Egyesület (Jugendring), a Német Szakszervezeti Szövetség (Deutscher Gewerkschaftsbund, DGB) és a müncheni főpolgármester, Hans-Jochen Vogel fogott össze.
1960-ban építették a Todesangst-Christi (Krisztus halálfélelme) kápolnát és a volt krematórium épületében berendeztek egy ideiglenes múzeumot. Johannes Neuhäusler címzetes püspök a 37. Eucharisztikus világkongresszuson szentelte fel a kápolnát, ahová azóta több ezren zarándokolnak el szerte a világból.
1963-ban Konrad Adenauer kancellár és Charles de Gaulle francia elnök aláírta az Élysée-szerződést. Ebben a dokumentumban a német kormány elkötelezte magát arra, hogy gondozza az egykori rabok sírjait.
1965. május 5-én avatták fel az emlékhelyet egy múzeummal, az archívummal és egy könyvtárral egyetemben. A kiállítás a táborban az egyéni életsorsok bemutatása mellett az újonnan táborba érkezettek útjának eseményeit kíséri végig. Az eredeti barakkokat a lepusztult állapotuk miatt lebontották, 32 barakk alapjainak körvonalait pedig betonnal öntötték ki.
1968-ban megnyitották a Nemzetközi emlékmúzeumot (Internationales Mahnmal).
1994-ben, a tábor területén, orosz katonák felépítették az ortodox „Feltámadási Emlékkápolnát” (Auferstehungs-Gedächtniskapelle).
Landsberg am Lechben, ahol a legnagyobb külső tábor volt, 1995-ben emelték az Európai Holokauszt Emlékhelyet (Europäische Holocaustgedenkstätte in Landsberg).
2003-ban hozták létre a „Bajor Emlékhely Alapítványt” (Stiftung Bayerische Gedenkstätten), melynek tulajdonába kerültek a főtábor helyiségei, néhány külső tábor és a terjedelmes archívumok, kivételt csak az egyházi intézmények képeznek. Dachau város, valamint több egyházi és civilszervezet is részt vesz az alapítvány életében. Berendeztek egy hivatalt, amely a történelemmel és a mai emlékhellyel foglalkozik, majd ugyanitt egy 1998-tól fennálló ifjúsági találkozóhelyet alakítottak át történelmi emlékhellyé és oktatási központtá. A dachaui vasútállomás és az emlékhely közötti volt sínpálya ma az „Emlékezés Útja” (Weg des Erinnerns) nevet viseli.
2003 februárjában megújították a kiállítást. Újjáépítettek egy barakkot, ahol megtekinthető, milyen is volt a koncentrációs tábor annak idején.
2006-ban a Bajorország 4,5 millió eurót adott a Bajor Emlékhely Alapítványnak (Stiftung Bayerische Gedenkstätten). Ebből az összegből a dachaui és flossenbürgi emlékhelyet, valamint 150 kirendeltséget tartanak fenn. Az alapítvány tanácsának tagjai a község, a bajor tartományi és a német szövetségi állam képviselőiből, az evangélikus és a katolikus egyház küldötteiből, valamint az izraelita hitközség és a volt foglyok szövetségének képviselőiből állnak. Ezenkívül létezik egy tanácsadó kuratórium, ami több fontos társadalmi csoporttal is kapcsolatot tart fenn. Ilyen például a bajor Ifjúsági Szövetség (Jugendring), a Bajorországi Szinti és Roma Szövetség (Verband der Sinti und Roma in Bayern), valamint a bajor Szakszervezetek szövetsége. További anyagi támogatás származik adományokból, a parkolási díjakból és a hitközösségi, valamint magán támogatói egyesületek tevékenységeiből. Pieter Dietz de Loos, a Comité International de Dachau alapítójának fia, nem tudta érvényre juttatni azt a javaslatát, hogy a látogatók fizessenek belépődíjat.
Az idők folyamán számos szövetség, kezdeményezés jött létre, folyóirat és más publikációk jelentek meg. 1980-ban megalakították a Dachaui kortárs történelmi kutatócsoportot (Arbeitsgemeinschaft zur Erforschung der Dachauer Zeitgeschichte e.V.). További szövetségekhez tartozik a „Würmtali Polgári Kezdeményezés – Dachaui Halálmenet Emlékvonulás” (Würmtaler Bürgerinitiative – Gedenkzug Todesmarsch von Dachau) is, valamint a „Történelmi Műhely Mühldorf” (Geschichtswerkstatt Mühldorf e.V.), amely 2001-ben kiadott egy könyvet a volt külső táborról. 1985 óta a Comité International de Dachau jelenteti meg a Dachaui Füzeteket (Dachauer Hefte). Az emlékhely működtetői együttműködnek Dachau városával a „Dachau-díj a civil bátorságért” (Dachau-Preis für Zivilcourage) adományozásában.
Az emlékhelynek szüksége van szakavatott munkatársakra is. Tartanak előadói tanfolyamokat, amelyek elvégzése után idegenvezetést lehet tartani az emlékhely területén . Havonta tapasztalatcserére gyűlnek össze az előadók és időnként szemtanúkkal is találkozhatnak.
A generációváltás, valamint a még élő szemtanúk számának csökkenése miatt folyamatosan alakul az emlékhelyen folyó munka. A megközelítés is változott. Korábban a hangsúly a nemzetiszocialista rezsim bűnein volt, illetve központi emlékhelyül szolgált az egykori foglyok részére. Ma inkább a fiatal látogatók oktatásán van a hangsúly. Új épületeket is építettek, egy könyvesboltot, kávézót, illemhelyeket. Az emlékhely vezetője, Barbara Distel 2008-ban, 65 éves korában ment nyugdíjba. Így utódja, Gabriele Hammermann is lehetőséget kapott, hogy még élő egykori foglyokkal találkozzon.

#### Magyarul
- Géczi, Zoltán. A koncentrációs táborok története (magyar nyelven). Kecskemét: Vagabund (2001)
- Kirády, Attila. Emberkísérletek - rémtettek az orvostudomány nevében (magyar nyelven). Pécs: Alexandra (2004)
- Kogon, Eugen. Der SS-Staat Az SS-állam : a koncentrációs táborok rendszere (magyar nyelven). Budapest: Coldwell Kv (2006)

#### Német nyelven
- Beimler, Hans. Im Mörderlager Dachau. Erster authentischer Bericht über die Zustände in einem faschistischen KZ (német nyelven) (1933)
- Benz, Wolfgang; Distel, Barbara. Dachauer Hefte. Studien und Dokumente zur Geschichte der nationalsozialistischen Konzentrationslager (német nyelven). Dachau: Comité International de Dachau (2005). Hozzáférés ideje: 2009. március 27.
- Benz, Wolfgang; Distel, Barbara.szerk.: Bayerische Landeszentrale für politische Bildungsarbeit: Das Konzentrationslager Dachau 1933–1945. Geschichte und Bedeutung [archivált változat] (német nyelven) (1994). ISBN 3-406-52962-3. Hozzáférés ideje: 2009. március 27. [archiválás ideje: 2005. december 3.] Archiválva 2005. december 3-i dátummal a Wayback Machine-ben
- Benz, Wolfgang; Distel, Barbara. Der Ort des Terrors. Frühe Lager, Dachau, Emslandlager (német nyelven). München: Beck Verlag (2005). ISBN 3-406-52962-3
- szerk.: Benz, Wolfgang; Königseder Angelika: Das Konzentrationslager Dachau. Geschichte und Wirkung nationalsozialistischer Repression (német nyelven). Berlin: Metropol Verlag (2008). ISBN 978-3-940938-10-7
- Distel, Barbara. Konzentrationslager Dachau 1933 bis 1945 (német nyelven). Dachau: Comité International de Dachau (2005). ISBN 3-87490-750-3
- Gruner, Martin. Verurteilt in Dachau. Der Prozess gegen den KZ-Kommandanten Alex Piorkowski vor einem US-Militärgericht (német nyelven). Augsburg: Wißner (2008). ISBN 978-3-89639-650-1
- Hornung, Walter (álnév, tulajdonképpen Julius Zerfaß). Dachau – Eine Chronik (német nyelven). Zürich: Europa-Verlag (1936 / reprint 1988)
- Kupfer-Koberwitz, Edgar. Dachauer Tagebücher. Die Aufzeichnungen des Häftlings 24814. Mit einem Vorwort von Barbara Distel (német nyelven). München: Kindler Verlag (1997). ISBN 3-463-40301-3
- Richardi, Hans-Günter. Schule der Gewalt. Die Anfänge des Konzentrationslagers Dachau 1933–1934 (német nyelven). München: Beck Verlag (1990). ISBN 3-406-09142-3
- Riedel, Dirk. Kerker im KZ Dachau. Die Geschichte der drei Bunkerbauten (német nyelven) (2002). ISBN 3-406-09142-3
- Zámečník, Stanislav.szerk.: Comité International de Dachau: Kerker im KZ Dachau. Die Geschichte der drei Bunkerbauten (német nyelven) (2002). ISBN 2-87996-948-4
- szerk.: Internationales Zentrum für Recht und Freiheit in Deutschland: Nazi Bastille Dachau. Schicksal und Heldentum deutscher Freiheitskämpfer (német nyelven). Paris: Europa-Verlag (1939)

#### Angol nyelven
- Neurath, Paul Martin.szerk.: Fleck, Christian; Stehr, Nico: The Society of Terror. Inside the Dachau and Buchenwald Concentration Camps (angol nyelven). London: Paradigm Publishers (2005)

magyar nyelvű könyvkritika:
Pető Andrea: A gázkamrák előtt (magyar nyelven). Pointernet-DB Elektronikus Kereskedelmi Kft.. [2007. október 12-i dátummal az eredetiből archiválva]. (Hozzáférés: 2009. március 26.)

### Filmek
- A kilencedik nap (Der neunte Tag) (2004), játékfilm, Németország, Csehország és Luxemburg, rendezte Volker Schlöndorff (Filmkritika magyar nyelven[halott link])
- Hafners Paradies („Hafner paradicsoma”) (2007), dokumentumfilm, Ausztria és Spanyolország, rendezte Günter Schwaiger. A film elmeséli Hans Landauer egykori fogoly találkozását Paul Hafner volt SS-taggal. (A film honlapja)

#### Magyarul
- A dachaui koncentrációs tábor (magyar nyelven). SZTE Egyetemi Könyvtár, Hadtörténeti Gyűjtemény. (Hozzáférés: 2009. március 26.)
- A koncentrációs tábor felszabadulására emlékeztek Dachauban (magyar nyelven). Múlt-kor történelmi portál, 2005. május 3. (Hozzáférés: 2009. március 26.)
- Karsai László: Táborok, haláltáborok (magyar nyelven). Beszélő. Politikai és kulturális folyóirat, 1999. (Hozzáférés: 2009. március 26.)
- Szenczi Tóth Károly: Dachau (magyar nyelven). Élet és Irodalom, 2007. május 27. [2009. május 31-i dátummal az eredetiből archiválva]. (Hozzáférés: 2009. március 26.)
- Sorstalanság 2003 (magyar nyelven). Sófár, 2003. május 31. (Hozzáférés: 2009. március 26.)[halott link]
- Dr. Várnagy Elemér: A cigányság története (magyar nyelven). Litke Község Cigány Kisebbségi Önkormányzata. [2009. április 2-i dátummal az eredetiből archiválva]. (Hozzáférés: 2009. március 26.)
- A holocaust Európában (magyar nyelven). Éretlenek - Online Érettségi Portál. [2009. február 23-i dátummal az eredetiből archiválva]. (Hozzáférés: 2009. március 26.)
- Náci koncentrációs tábor foglya (magyar nyelven). POST BELLUM társulás. [2009. május 27-i dátummal az eredetiből archiválva]. (Hozzáférés: 2009. március 28.)
- Zeitzeugeninterviews in elf Sprachen - Szemtanúk vallomásai 11 nyelven (magyar nyelven). Haus der Bayerischen Geschichte. [2009. január 30-i dátummal az eredetiből archiválva]. (Hozzáférés: 2009. március 26.) (az utolsó link alatt le lehet tölteni a magyar fordítást)
- Johannes M. Lenz: Krisztus győzelme Dachauban. Egyháztörténeti tanúságtétel; ford. Babcsányi Ágnes, Kolonits Klári; Marana Tha 2000 Alapítvány, Budapest, 2012 (Marana tha sorozat)
- Eglis István: Keresztúton. Egy magyar pap Dachau poklában; szöveggond., jegyz. Szigeti László; Új Ember, Budapest, 2014
- Jean Bernard: Lelkészblokk 25487. Egy katolikus pap emlékiratai. Dachau, 1941–42; ford. Pető Katalin, Új Ember, Budapest, 2014
- "Utolsó percek"; szerk. Ignáth Tamás, Sáfrányos Krisztián; Eötvös József Börtönügyi Egyesület–Börtönmúzeum, Sátoraljaújhely, 2016 (Börtönmúzeum)
- Pavle Katić: Életem vázlatokban; ford. Éles György; Eötvös József Börtönügyi Egyesület–Börtönmúzeum, Sátoraljaújhely, 2019 (Börtönmúzeum)

#### Német nyelven
- Ez a szócikk részben vagy egészben  a   Konzentrationslager Dachau című német Wikipédia-szócikk fordításán alapul.  Az eredeti cikk szerkesztőit annak laptörténete sorolja fel. Ez a jelzés csupán a megfogalmazás eredetét és a szerzői jogokat jelzi, nem szolgál a cikkben szereplő információk forrásmegjelöléseként.
- Ausstellung KZ-Gedenkstätte Dachau (német nyelven). Haus der Bayerischen Geschichte. (Hozzáférés: 2009. március 26.)
- Zuzana Mosnáková: Tschechische Häftlinge im Konzentrationslager Dachau (német nyelven). haGalil onLine. (Hozzáférés: 2009. március 26.)
- Dr. Friedrich Schreiber: "Todesmarsch von Dachau" - Erinnern - Forschen - Gedenken (német nyelven). [2010. március 5-i dátummal az eredetiből archiválva]. (Hozzáférés: 2009. március 26.)
- Dachauer Häftlinge (német nyelven). [2009. május 27-i dátummal az eredetiből archiválva]. (Hozzáférés: 2009. március 26.)
- Der Dachauer Aufstand (német nyelven). [2009. május 27-i dátummal az eredetiből archiválva]. (Hozzáférés: 2009. március 26.)
- NS-Archiv: Dokumente zum Nationalsozialismus (német nyelven). (Hozzáférés: 2009. március 26.)

#### Angol és további nyelveken
- Zum Beispiel Dachau (angol, német, spanyol nyelven). Arbeitsgemeinschaft zur Erforschung der Dachauer Zeitgeschichte e.V.. (Hozzáférés: 2009. március 26.)
- Dachau Concentration Camp Memorial Site (angol, német nyelven). KZ-Gedenkstätte Dachau. (Hozzáférés: 2009. március 26.)
- Morse, Stephen P.; Landé, Peter: Searching Dachau Concentration Camp Records in One Step (angol nyelven). (Hozzáférés: 2009. március 26.)
- The European Holocaust Memorial (angol, francia, héber, német nyelven). Europäische Holocaustgedenkstätte Stiftung. [2016. április 1-i dátummal az eredetiből archiválva]. (Hozzáférés: 2009. március 26.)
- Gas Chambers at Dachau (angol nyelven). Scrapbookpages.com. [2009. március 6-i dátummal az eredetiből archiválva]. (Hozzáférés: 2009. március 26.)

### Történelmi képek a dachaui táborról
Képek a bajor állami könyvtár archívumából:
Rendezett propagandafotók (fényképész: Heinrich Hoffmann, 1933 júniusa):
- Foglyok építenek egy uszodamedencét. Bayerische Staatsbibliothek. (Hozzáférés: 2009. március 26.)
- Látás a táborra. Bayerische Staatsbibliothek. (Hozzáférés: 2009. március 26.)
- Őrök. Bayerische Staatsbibliothek. (Hozzáférés: 2009. március 26.)
- Foglyok jégkuglizásnál. Bayerische Staatsbibliothek. (Hozzáférés: 2009. március 26.)
- Foglyok a jégen. Bayerische Staatsbibliothek. (Hozzáférés: 2009. március 26.)
- A [[Horst Wessel]]-emlékmű építése. Bayerische Staatsbibliothek. (Hozzáférés: 2009. március 26.)

1945 után:
- KZ személyzet azonosítása pere folyamán. Bayerische Staatsbibliothek. (Hozzáférés: 2009. március 26.)
- Krematórium koszorúkkal. Bayerische Staatsbibliothek. (Hozzáférés: 2009. március 26.)

További képek:
- Photo Archives (angol nyelven). United States Holocaust Memorial Museum. [2007. március 11-i dátummal az eredetiből archiválva]. (Hozzáférés: 2009. március 26.)